# 李朝 (越南)
李朝（越南语：／），是越南歷史上的一個朝代，因该朝皇帝姓李而得名，历经九代皇帝，共217年。
李朝開創於1009年。該年農曆十一月，前黎朝的左親衞殿前指揮使李公蘊（即李太祖）奪取帝位，次年改元順天，定都昇龍（今稱河内）。李朝建國後，採取唐朝和宋朝的中央政治制度模式。在太祖、太宗、聖宗、仁宗四代君主的百餘年間，越南進入了政治集中、國家統一、國力強盛的時期。李朝的治國政策包括興建昇龍城，分封中央軍政諸臣職位，改組地方政治機構，發展佛教，實行科舉制度，改革土地和稅收制度，制定《刑書》以改良法律，對外採取擴張政策等。李朝前半段時期多次與宋朝、真臘、占城發生戰爭，佔領了大片領土。1054年，李圣宗改国号为「大越」，并成为此后越南数个朝代的国号。李英宗時，獲宋朝冊封為安南國王，越南從此亦被稱作安南國。李朝在中葉以後逐漸衰弱，國內封建諸侯相互交戰，爭奪權力。李朝晚期，發生了「范猷之亂」、「郭卜之亂」和陳嗣慶、陳承兄弟專權的場面。最後權臣陳守度趁李昭皇年幼，於1225年年底（或1226年初）安排從姪陳煚（陳承之子）「受禪」，取代李氏帝位，建立陳朝。

## 国号
越南国号一般不会在改朝换代时更改，这与中国不同。李朝开国时，沿用前黎朝的国号大瞿越，1054年李朝第三代皇帝李圣宗（1054年－1072年在位）改国号为大越。
當時外國對越南李朝則有不同的名稱。宋朝封李朝前半期的君主为「交趾郡王」，所以此一时期被称为交趾国；李朝第六代皇帝李英宗時（1138年－1175年在位），获南宋孝宗改封为「安南国王」，从此被称为安南。在占婆國（位於現時越南中、南部）的碑銘文獻中，對越南李朝稱為「Yavana」（中國學者馮承鈞翻譯為「越」，蔡華、楊保筠等譯為「耶槃那」）。

## 政局發展

### 李公蘊開國

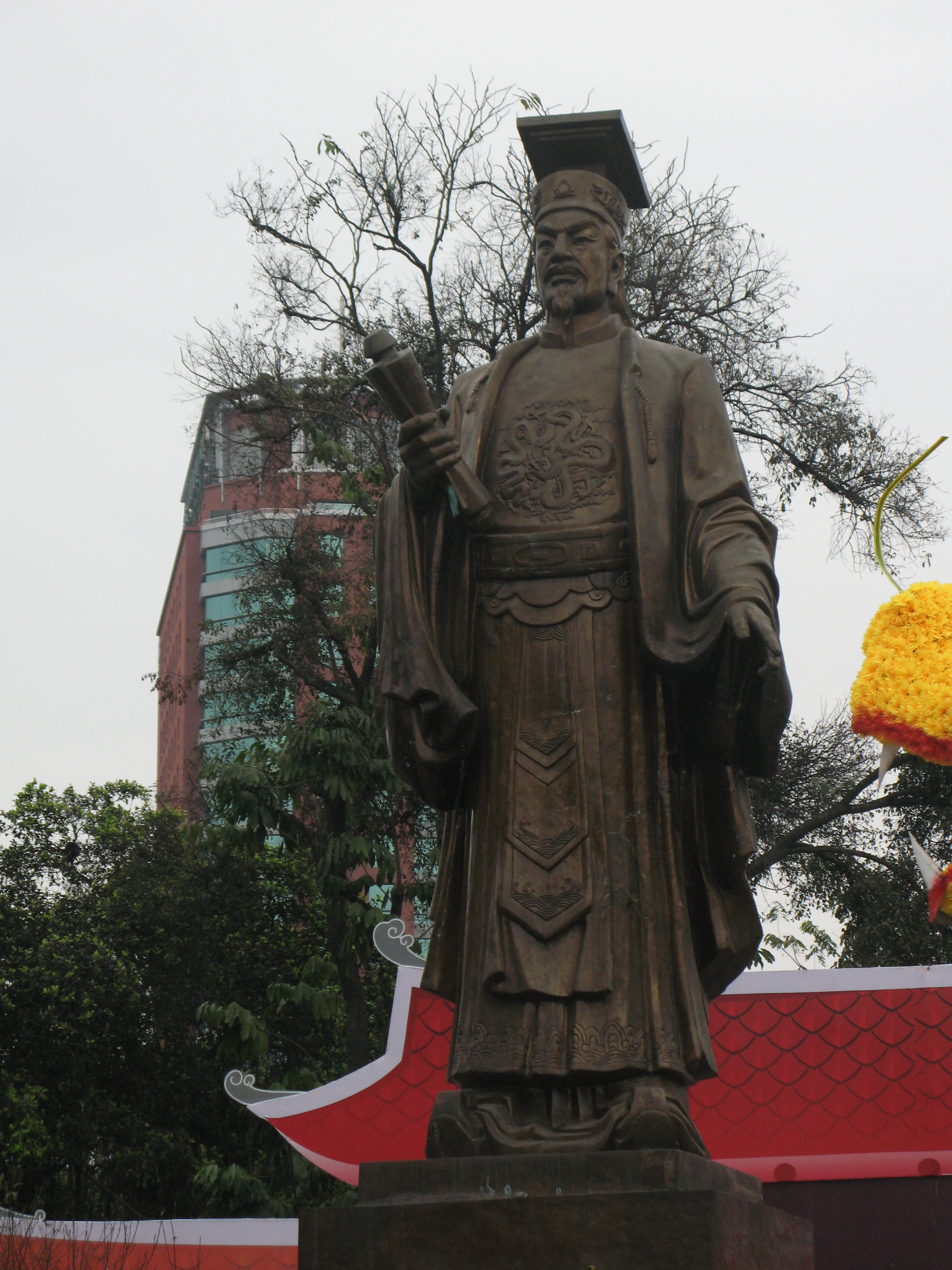
李朝開國君主李公蘊

李朝開國君主太祖李公蘊，北江古法州（在今越南北寧省）人士，原是前黎朝官員，曾為黎中宗、黎臥朝帝效力，臥朝帝任命為「左親衞殿前指揮使」。臥朝帝行為暴虐，人心不服，而李公蘊的性格則是仁慈寬厚，得到人心的支持，加上他掌握兵權，便對帝位有凱覦之心。1009年（前黎朝景德二年），臥朝帝死後，太子年紀尚幼，臥朝帝的弟弟黎龍鏦、黎龍鍉起兵爭奪帝位，但都被李公蘊所殲滅。祗候陶甘沐知李公蘊的心意，就向他勸進，說臥朝帝因昏庸殘暴，多行不義，已被上天所屏棄，而臥朝帝之子年紀幼小，難以克服各種困難，並利用迷信思想提出李氏將成為新興的統治者，堅請李公蘊奪位稱帝。李公蘊知道時機成熟，就登基為帝，是為李太祖（1009年─1028年在位），李朝由此建立。

### 奠定統治基礎
太祖開國後，便積極奠定統治基礎。1010年（順天元年），李公蘊認為丁、黎兩代的舊國都華閭地方狹窄，不適合作為帝都，於是下《遷都詔》，認為應該承襲中國古代商周兩代搬遷國都的先例，遷都大羅城（今河內），原因在於該地居於國內的中心地域，地勢較高而險要，氣候乾爽，面積寬闊，交通與居住也很便利，具有作為國都的條件。該年農曆七月，朝廷遷入大羅城，改名「昇龍城」，並修建宮殿、府庫、城隍、城牆、寺廟等等設施，使昇龍城具備相當規模。

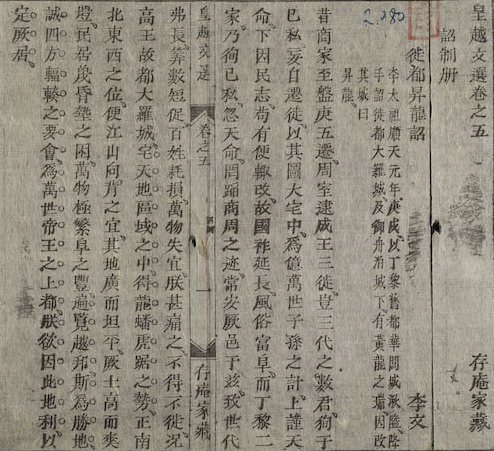
李公蘊遷都時所頒的詔書

除營建新都外，李太祖又進行各種措施，以強化統治，包括改組地方行政，分全國為二十四路、設定稅收制度、分封諸子為王等等。又出兵打擊各地反抗勢力，於1012年（順天三年）十二月，太祖親征演州。1024年（順天十五年），命太子開天王李佛瑪伐峯州、開國王李菩伐都金州。1026年（順天十七年），命開天王李佛瑪討伐演洲賊。1027年（順天十八年），命開天王李佛瑪征討七源洲、東征王李力征討文州。

### 太宗時期的動亂
太宗在位年間（1028年－1054年在位），仍時有地方上的叛變。這類事件的成因，越南史家陳重金（即陳仲金）指出是由於「當時朝廷不設節鎮官，各州軍務民政皆委諸于州牧處置。而在上游地區則由酋長管領。正因為這些人職權過大，因而常有叛亂發生」。1031年（天成四年）正月，驩州（今越南乂安省）人叛變，李太宗於二月親征，驩州人降，太宗作出寬大處理，赦免當地長官之罪，並撫諭其民。1033年（天成六年）正月，定源州人造反，太宗於二月親自討平。同年九月，彘源州人造反，太宗於十月親自討平。1035年（通瑞二年）十月，愛州（今越南清化省）人造反，太宗親自討平，判罰愛州長官，並對當地民眾加以安撫。與此同時，皇弟李勝乾、大將阮慶等在國都昇龍造反，但亦失敗，被處死刑。1043年（明道二年）年初，愛州、文州兩地均有叛變，太宗出兵討平。
太宗時期歷時較久、影響力較大的亂事，為廣源州（在現時中國廣西省及越南高平省邊境地區，當時屬宋朝）地區首領儂存福、儂智高父子的起兵作亂。儂存福初為儻猶州首領，附近一帶的廣源州地區原本由其存福的兄弟及妻子分別管治，存福將之兼併，自立為「昭聖皇帝」，並於1038年（通瑞五年）農曆十二月進攻李氏朝廷。到次年（1039年，通瑞六月）年初，李太宗親征廣源州，擒獲存福，帶到昇龍處死，但其妻阿儂、兒子儂智高卻在戰事中逃脫。1041年（乾符有道三年），阿儂與儂智高奪回儻猶州，建「大曆國」，李氏朝廷出兵討平，擒儂智高回昇龍。李太宗憐憫其一家遭遇，便赦罪放回，並任命為廣源州長官。但儂智高仍伺機造反，於1048年據勿惡洞而叛，李廷命太尉郭盛溢（一作郭盛諡）討伐，智高又投降。1050年（崇興大寶二年），儂智高據宋越邊界上的安德州勿陽洞造反，建「南天國」，改元「景瑞」，而愛州等地亦同時反叛。1052年（崇興大寶四年）四月，儂智高與宋朝聯絡，要求歸附宋朝，但宋廷不允，智高便入侵宋朝南部邊境，自稱「仁惠皇帝」，國號「大南國」，受影響地區包括邕、橫、貴、龔、潯、藤、梧、封、康、端、廣等州。宋廷派狄青等征討，智高戰敗，逃至大理國，被當地人斬首，首級被送交宋朝朝廷。儂智高的事變才告平息。

### 聖宗、仁宗時期的國勢發展
1054年李太宗死後，太子李日尊繼位，是為李聖宗（1054年－1072年在位），此後，李朝政局漸見昇平，歷史學家陳重金（即陳仲金）就形容聖宗時代是「百姓折服，登基以來，少有寇盜」。聖宗對於文化教育的發展，相當重視，積極發揚中國的儒家學說。在1070年（神武二年）農曆八月，興修文廟，塑孔子、周公、「四配」（顏回、曾參、孔伋、孟軻）及七十二賢等像，規定四季祭祀，並讓皇太子學習儒家文化。在軍事方面，改革兵種編制，以加強戰鬥力及防止兵變。李聖宗又向外擴張，覬覦鄰國領土。1059年（彰聖嘉慶元年）三月，入侵宋朝的欽州地區。1069年（天貺寶象二年），聖宗親征南方的占城國，奪取該國的地哩州、麻令州、布政州等地。
1072年聖宗去世，由年僅七歲的皇太子李乾德繼位，是為李仁宗（1072年－1127年在位）。因仁宗皇帝年幼，未能親自處理政務，便由生母倚蘭元妃（又作猗蘭元妃）、嫡母上陽太后揚氏（又作楊氏）垂簾聽政，並由太師李道成輔助。但倚蘭元妃生性嫉妬，唆使仁宗殺害上陽太后及侍女七十六人。此次宮廷慘禍，被越南後世史家所譴責：「何至殺嫡后，虐無辜，殘忍若是哉！」
仁宗在位的早期，在大臣李道成，大將李常傑的影響下，對內對外均有重大舉動。在內政方面，於1075年（太寧四年）二月，實行科舉考試，是為越南最早的一次科試。又於1076年（太寧五年）設國子監 ，於1086年（廣祐二年）選士進入翰林院任職，以擴充學官制度。對外方面，李朝和宋朝在1075年至1077年（英武昭勝二年）期間，爆發大型戰事，到1078年（英武昭勝三年），李朝遣使入宋要求和好，到1079年（英武昭勝四年）雙方才達成議和。

### 李朝中晚期政局
1127年（天符慶壽元年），李仁宗去世，由姪兒李陽煥繼位，是為李神宗（1127年－1138年在位）。神宗年齡尚少，由大臣張伯玉、劉慶覃、楊英珥等輔政。神宗初年，曾讓被官府沒收田地的人民，取回田地，又讓六軍（禁軍）「更番歸農」，從而刺激農業。
1138年（天彰寶嗣六年、紹明元年）李神宗去世，長子李天祚繼位，是為李英宗（1138年－1175年在位）。李英宗繼位時，年僅三歲，由太后黎氏攝政。黎太后寵信杜英武（神宗母杜太后之弟），大權遂落入杜英武之手。杜英武在1141年（大定二年）鎮壓太原一帶的申利之亂（銘文資料稱申利為「尚衰」；據《欽定越史通鑑綱目》注引吳仕的說法，申利與中國典籍裡，投靠大理國爭奪李朝帝位的趙智之，是同一人），又於1150年（大定十一年）鏟除了反對自己的武帶、楊嗣明等廷臣。但因朝中仍有其他忠臣義士，如蘇憲誠、黃義賢、李公信等人的支撐，杜英武的權力才受到制衡。杜英武去世後，李朝政局由蘇憲誠支撐。蘇憲誠致力整頓軍制，又提倡學問研究，對當時政局有所建樹。
1174年（天感至寶元年）九月，太子李龍昶因與後宮妃嬪行為不軌而被廢為庶人，李英宗改立只有兩歲的兒子李龍𣉙為太子。次年（1175年，天感至寶二年）農曆七月，李英宗去世，年僅三歲的李龍𣉙繼位，是為李高宗（1175年－1210年在位）。李英宗死前留有遺詔，由「蘇憲誠輔導太子（高宗）」，即意味著蘇憲誠仍繼續當權，直到1179年（貞符四年）六月他去世為止。後世越南史家吳士連，就讚揚他的管治期間，李朝出現「上安下順」的穩定局面。
李高宗在位的中晚期，雖然已日漸長大，可親自處理國政，但卻喜好狩獵、出遊、興建宮室，這些舉措都涉及龐大開支，須強徵百姓服役，使百姓痛苦萬端。而朝廷上下都未能周慮政事，而攬權貪污、賣官鬻爵、搜刮民財之風卻盛行，終引起大規模的亂事。1208年（治平龍應四年），知乂安軍事范猷造反，李氏朝廷命范秉彝率軍討伐。次年（1209年，治平龍應五年）七月，范秉彝擊敗范猷，但范猷逃脫，並派人到京師昇龍誣告范秉彝。李高宗便捉拿范秉彝，但卻引起秉彝部將郭卜不滿，率兵入宮營救秉彝。李高宗得知兵變消息，立刻殺范秉彝，然後與太子李旵出逃。郭卜佔據昇龍，立李高宗子李忱為帝。太子李旵逃到海邑劉家村時，娶當地豪族陳李之女為妻，並得陳李兒子陳嗣慶等的協助，出兵護送李高宗回昇龍，平息了郭卜的亂事。
李高宗回京後不久，於1210年（治平龍應六年）十月去世，太子李旵登基為帝，是為李惠宗（1210年－1224年在位），而他在海邑劉家村所娶的陳氏則為立為元妃，其兄陳嗣慶獲封為「彰誠侯」。而當時的朝政，據《大越史記全書》所載，已是漸漸失去秩序，民眾又不熟習軍事，因此面對盜賊的橫行，也未能有效地制止，地方上出現割據勢力，李氏朝廷的統治基礎漸見薄弱。陳嗣慶的敵對勢力段尚（據洪州）向朝廷指稱嗣慶打算發兵攻進國都昇龍，廢掉惠宗皇帝，另立新君主。，李惠宗聽信其言，隨即調動兵馬討伐嗣慶；而陳嗣慶也聽聞妹妹元妃陳氏被李惠宗之母譚太后所虐待，便領兵進攻昇龍，陳氏家族與李氏朝廷雙方軍隊交鋒持續數年。1216年（建嘉六年），惠宗因得悉譚太后意圖毒殺元妃陳氏，加上發生杲人的作亂，惠宗便帶陳氏出走到陳嗣慶軍中，請求嗣慶出兵平定杲人。事後，李惠宗冊立元妃為皇后，元妃之兄陳嗣慶為太尉輔政、陳承為內侍判首。陳嗣慶還得以調集軍隊、製造兵器、演習武藝，掌握了國家的軍事實力。而李惠宗卻於1217年（建嘉七年）三月患病發狂，無法理政，中央朝政，便操於陳嗣慶之手。當時全國仍處分裂之局，較具實力的割據者有段尚（據洪州）、阮嫩（據扶董鄉）等，陳嗣慶致力予以打擊。
建嘉十三年農曆十二月己卯日（西曆1224年1月3日），陳嗣慶去世。李惠宗皇帝病況並無好轉，而陳氏同族兄弟陳守度便擔任「領殿前諸軍扈衞禁庭」，成為控制李氏朝廷的權臣。1224年十月（建嘉十四年、天彰有道元年），李惠宗退位，成為上皇，由年僅七歲的公主李佛金繼位，是為李昭皇（1224年－1225年／1226年在位）。

### 陳氏代李
李昭皇繼位後，1225年（天彰有道二年）農曆十月，權臣陳守度安排了讓其族兄弟陳承之子陳煚（年僅八歲），娶李昭皇為妻。當時，李昭皇之父上皇李旵，曾說過若傳位給女兒，恐怕無法控制朝中大臣，難免招致滅亡，打算讓李昭皇禪位給陳煚。陳煚父親陳承曾有所猶疑，但陳守度認為必須趁現在時機成熟，向陳承指出上皇李旵沒有兒子，想以陳煚為繼承人而傳位給他，實屬天意。若不把握這個天賜良機，可能招致危機。，於是決定讓陳煚接受帝位。十二月，陳煚接受李昭皇禪位，建立陳朝，李朝灭亡。隨後，陳氏王朝進一步鏟除李氏殘餘勢力（詳見下文李朝王室遺族）。

## 制度

### 政府架構
李朝在開國之際，李太祖就著手建構自己的朝廷組織。為了鞏固李氏家族的統治地位，李太祖便對王室成員分封各種稱銜及爵位，立母親為太后，立六人，長子立為太子，其餘眾子及皇兄封為「侯」或「王」。李太祖又制定官員職級，較重要的職官包括相公、樞密使、太保、太傅、左金吾、左武衞、右武衞等職。在眾多文武大臣當中，官分九品，各有職責，從而鞏固和加強了中央機構。
李朝初创时期，宰相被称为“相公”。李朝另一重要輔政官員為太尉，史載李太祖称帝时，任命兄长武威王的儿子李徵显为太尉。太宗繼位之時，便任阮光利為太尉。在1048年（天感圣武五年），太宗命令太尉郭盛谥讨伐侬智高。臺灣學者耿慧玲歸納指出，太尉就是宰相，職權是「內贊機務，外總戎機，無事則居中輔政，有事則銜命出征」，李朝前期的大將李常傑就曾擔任太尉，中期的輔政重臣蘇憲誠、晚期以武力奪權的陳嗣慶亦擔任該職。
李朝亦仿照中國式制度，授任“中书门下”以作朝廷宰輔職稱。如大將李常傑曾被授以「同中書門下」之銜。同時由于太尉在李朝的地位尊崇，实际上中书门下的权力有限。中书门下的最高长官为“平章军国重事”，相当于宰相，但无实权，不常授，为朝廷重臣的加官、追赠。苏宪诚也被授予“入内、檢校太傅、平章軍國重事、王爵”。李朝的加官、追赠还有“光禄大夫”、“开府仪同三司”等职衔。
李朝政府尚有多個輔弼官員。有左参知政事、右参知政事，李神宗時為參知政事<；中书省作为朝廷办公的中枢，长官为中书侍郎。太宗时期，任命廖嘉真为中书侍郎。枢密使於太祖时期始設，太宗时期，分設左樞密和右樞密，神宗時復為樞密使。又仿照宋制，设有“文明殿大学士”以备君主顾问。
李朝政制還有一特色，就是會重用中官（閹人），如李常傑、劉慶譚等人，都是經過「清身」（淨身）的太尉，由此可見李朝的中官具有特殊地位。
李朝中期开始，官职制度逐渐在继承唐宋的基础上有所发展：皇帝近侍官的首领被称为“内侍判首”，李朝后期权臣陈承曾经担任过内侍判首。。到了陈氏代李时，冯佐周也担任过内侍判首。皇帝身边的高级近侍还有上品奉御一职：李朝末年夺取政权的陈守度曾经担任过此职，掌握朝政。李朝制度,宗室子弟封王、列侯，功臣封列侯、关内侯。太祖立国，封功臣陶甘沐为义信侯，尚公主。惠宗初年，权臣苏忠嗣为“招讨大使关内侯”。之后的权臣陈嗣庆也获得侯爵，谥号彰诚。另外，李朝设有越式的“明字”爵位，授予朝廷重臣。李朝高宗时，曾经授予陈李（后来陈朝追谥为“元祖”）“明字”称号。。
在地方管治方面，自李朝初年起，太祖將丁朝和前黎朝時期的十道，改為二十四路。關於這次改制的原因，是由於十道制度，令地方將領既握有重兵，兼管區域政事，權力過大。因此將全國拆分為二十四路，路的長官稱「知府」，由文官出任。路下設州、府、鄉、社（社為最基層，設社官掌理戶籍）等各級行政單位。 李太宗改知府為州牧，軍政權力操於州牧手中。李太宗立下規定，每年與各級官員舉行一次盟誓，向李氏宣誓以表效忠。李朝歷代君主還會分封各子為王，到國內要地鎮守。在邊遠地區和少數民族居住地，設州、寨，驩州及愛州特設寨，實行軍事統治，以應付南鄰占婆。少數民族地區為本地酋長世襲之地，在李朝早期，大者名州牧，小者名首領，後來因地域逐漸分割，酋長勢力漸弱，朝廷派知州一人，酋長直接隸屬，而這類的州到12世紀（李朝中期）已稱「鎮」。

### 疆域建置
李朝疆域相比於丁朝及前黎朝有所增廣，這是基於它「多次對鄰國發動侵略」，故得以「擴大領土」。李朝地方建置亦常有變更，大體而言，就如法國學者馬思伯樂（另有馬司帛洛、馬司勃羅、馬伯樂等譯法）所說：「李氏一代二百年間疆域名稱之沿革，頗多混淆」。
李朝在太祖立國後設置「二十四路」。關於二十四路的全部地名，現已不詳，正如越南學者陶維英所說：「我國（指越南）正史所開列的名錄，如我們所知，只記載了二十四路中的十二路。」陶維英又指出後世所僅知的十二路，包括：天長路（南定省東部）；國威路（為底江流域的山西地區）；海東路（即廣安地區）、建昌路（太平省一部份）、快路（即興安地區）、黃江路（即南定省西部）、龍興路（太平省一部份）、北江路（即北寧、北江地區）、長安路（即寧平地區）、洪路（即海陽地區）、清化路（即清化省地區）、演州路（為乂安省北部地區）。關於「二十四路」的戶口數目，據後黎朝的阮廌《輿地志》，有「三百三十萬一百戶」。
其後李朝領土有所增加。例如在1037年（通瑞四年），李太宗征服臨西道。1069年（天貺寶象二年），李朝攻取占婆國（又作占城國）的布政州、地哩州（一作地里）、麻令州三州（在廣平省及廣治省一帶），並於1074年（太寧三年）改地哩為臨平、麻令為明靈。位於宋越邊境的廣源一地，據中國學者郭振鐸、張笑梅的考證，本是北宋的羈縻州，由部落首領儂氏世襲管治，但因宋廷須與遼、西夏爭持，無暇南顧，儂氏便實際上受越南李朝的支配。到1052年（崇興大寶四年）廣源州首領儂智高被宋人消滅，李朝更將該州順手而得。李仁宗初年，宋越兩方雖曾爆發戰事，廣源一度被宋軍奪回，但戰後宋廷仍將之交還李朝。（關於李朝領土擴張的情況，詳見下文「對外關係」。）
到12世紀，南宋學者周去非於淳熙年間（1174年至1189年）編著《嶺外代答》，書中概括地記錄了當時的李朝疆土範圍及建置情況：
|  | 置四府十三州三寨。府曰都護、大通、清化、富良；州曰永安、永泰、萬春、豐道、太平、清化、乂安、遮風、茶盧、安豐、蘇州、茂州、諒州；寨曰和寧、大盤、新安。大抵清化、遮風、乂安、永安皆遵海，而永安與欽州為境，茶盧與占城為境，蘇州、茂州皆與邕管為境。 |

在20世紀，法國學者馬司伯樂、越南學者陶維英、中國學者楊武泉等等，先後在《嶺外代答》內容上，對李朝轄地情況作了考訂及增補。現將之開列如下表。
| 府／州／寨       | 後世位置                                                                       | 備注 |
| 都護府           | 在今河內。                                                                     | 即唐代時的交州。 |
| 大通府           | 今河內西北黑水河（又名黑河、李仙江）流域西岸。                                 | 馬思伯樂稱當地應為「治理蠻夷首領之區域」。                                                                                                |
| 清化府           | 今清化省之清化市。                                                             | 即唐代時的愛州。 |
| 富良府           | 為如月江上之富良。                                                             | 為一新府。 |
| 北江府 ／ 天德府 | 馬思伯樂：北江府管治從諒山到東海的地區。 陶維英：天德府即北寧等地              | 馬思伯樂指除以上四府，尚有北江府，由李氏王室故鄉古法州升為府。 陶維英指天德府於1010年由古法州改成，原是屬於北江路地方，從王室故鄉升為府。 |
| 應天府           | 在今河內。                                                                     | 陶維英指應天府又稱「南京」，位置亦在河內。                                                                                                |
| 長安府           | 即華閭。                                                                       | 陶維英指長安府由華閭建成。 |
| 永安州           | 治所在今广西东兴市江平镇。包括鄰近的先安（今属越南）。                         | 即唐代時的陸州，1023年改潮陽鎮為永安州。                                                                                                  |
| 永泰州           | 在海防西北的東潮。                                                             | |
| 萬春州           | 在太平江與北江（又名急流河）匯流處的至靈境內。                                 | |
| 豐道州           | 未詳。                                                                         | |
| 太平州           | 在興安省快州府。                                                               | 舊名藤州，後來於李朝末年亦復稱藤州。 |
| 清化州           | 今清化省東北部份地區。                                                         | |
| 乂安州           | 即乂安省。                                                                     | 即唐代驩州，1036年改驩州為乂安州。《越史略》記載1101年「改驩州為乂安府」，馬思伯樂認為《越史略》有誤。陶維英則據《越史略》算作一府。      |
| 遮風州           | 未詳。                                                                         | 為瀕海地區。 |
| 茶盧州           | 在廣平省。                                                                     | 地接占城（即占婆國）。 |
| 安豐州           | 未詳。                                                                         | |
| 蘇州             | 在高平、諒山邊境。                                                             | 馬思伯樂認為蘇州及茂州應為「蘇茂州」，乃一州非二地。                                                                                      |
| 茂州             | 見上。                                                                         | 見上。 |
| 諒州             | 今諒山。                                                                       | |
| 廣源州           | 今中國廣西省的靖西、那坡、德保、天等、大新、崇左和越南高平、矢和、東溪以北地區 | 郭振鐸、張笑梅《越南通史》指廣源原為北宋羈縻州，該地酋長儂智高被滅後李朝將之順手得。                                                      |
| 和寧寨           | 未詳。                                                                         | |
| 大盤寨           | 在下龍灣。                                                                     | |
| 新安寨           | 在今越南廣安（邻近海防）。                                                     | |

### 提倡佛教
李朝大力提倡佛教，使之成為國教，大建廟宇，並讓僧侶參政，因此佛教在李朝得到長足的發展。
早在李太祖時便重視佛教。他本人曾為僧侶，師事萬行，並得他的協助而奪取政權。此後，僧侶階層便在李朝政府裡取得特殊地位，僧萬行便獲李太祖封為「國師」，備受尊崇，其後君主亦模仿太祖的做法，甚至給與僧侶封邑。到李高宗時，曾下詔招募沙汰僧人，到朝中參與改革政治，出謀獻策:77。
李朝政府又為推動佛教而投入大筆開支:78-80。在全國各地，政府大興土木，興建廟宇、寺塔，保留到後世的有延祐寺（又稱一柱寺）、鎮國寺、章山寺、佛積寺、天福寺、永慶寺等等。為了得到《大藏經》等佛教經典，李朝多次派使到宋朝求取。又在每年春、秋二季舉行大法會、花燈佛會，及設置法事道場，均為佛教的典禮活動。在政府的推動下，李朝出現新的佛教教派成立和流布發展（詳見下文佛教發展）。

### 文教及科舉
與李朝同期的宋代，尊崇儒學，理學興盛。李朝政府實施的文教政策，亦受中國學風影響。1070年（神武二年），李聖宗修建文廟及立下規定祭祀孔子、周公等，此舉具有劃時代意義，史家陳重金（即陳仲金）稱越南「有奉祀孔子及諸先賢的文廟，始於此時」。
繼崇儒政策推出後，李朝政府進一步實行中國式科舉制度，取士任官。1075年（太寧四年），朝廷舉行「明經博學及試儒學」三場，中選者黎文盛隨即獲朝廷起用，「進侍帝學」（即教導皇帝學習），成為幼主李仁宗的老師，這是越南實行科舉制之始。1076年（英武昭勝元年），朝廷設國子監，選文職官員識字者入內習文。1077年（英武昭勝二年），考核官員，所考內容為書、算、刑律。1086年（廣祐二年），設立翰林院，選拔全國有文才者，進翰林任職。1195年（天資嘉瑞十年），李高宗舉行「三教」（儒、道、釋）考試。除了在國都昇龍開試，在地方上亦設「鄉試」，以兩級制的方式，分級取士。這一系列措施，對越南封建時代科舉制度奠下基礎。
據中國學者郭振鐸、張笑梅的統計，李朝開科取士的時間，主要集中在李仁宗（1072年－1127年在位）、李英宗（1138年－1175年在位）及李高宗（1176年－1210年在位）三位君主統治時期。當中李仁宗開科一次，取士名額十人；李英宗開科一次，取士名額未詳；李高宗開科亦一次，取士名額二十人。此外，郭振鐸、張笑梅又認為，李朝科舉，與私有土地制及地主階級興起有關。因私有土地制在全國蔓延，李朝為配合此一客觀事實，對科舉出身者封賜土地，從而鼓勵私有土地，有助經濟建設，增加國家收入。

### 刑法
李朝為越南法制史上的重要時期，出現了越南較早的成文法律，當中以李太宗於1042年（明道元年）農曆十月制定的《刑書》最為重要。在此之前，越南法制混亂，史稱當時對案件的處理相當煩瑣，司法官吏拘泥於法律條文，處事方式嚴苛，甚至出現枉判及誤判的情況。，李太宗針對這些弊病，下令編定《刑書》，「敍其門類，編其條貫」，使法制得以系統化。《刑書》的重要性，在於它是越南法制史上第一部成文的律書，對越南法律發展有極為重大的意義。
太宗制定《刑書》以後，李朝歷代都對刑法條律作出增補。例如在1108年（龍符八年）頒「盜殺牛令」、1122年（天符睿武三年）頒「收捕逃亡」、1125年（天符睿武六年）頒「毆人死令」、1127年（天順元年）下令「諸訟已經祖宗理判者不得復奏」1142年（大定三年）定「賣田土例」。、1145年（大定六年）頒令「諸相爭田池財物，不得托權勢家」、1046年（大定七年）頒令「各司決獄，有彊爭不合條制者，杖六十」、1162年（大定二十三年）頒令「自閹者杖八十、刺左膊二十三字」。
綜觀李朝法制，據後世越南學者潘輝注的評論所說，其功用在於「參酌古今，永示成規」，但李朝的律法仍有「失於寬」的缺點，因此「未為善制也」。

### 土地分配
李朝時期，對土地的管理，主要分為國有土地（朝廷支配）及公有地（公社可自治）兩大形式。
國有土地由中央朝廷所支配，一般而言有四種處理方式。第一是設立「坊邑」，調動戰俘或囚犯開墾土地，作為莊園，其生產物品皆供李室王室使用。第二是「拓刀田」，由朝廷將一部份土地，分封給立下功勲的軍政大臣。第三是「湯沐邑」，為分封給公主的一種封地 。第四是「寺田」，是君主賜與各級僧侶及寺廟的土地，數量相當龐大。
公有地則應用於農村，農村上的公社可享有廣泛的自治權，將土地分給公社成員（包括耕作者、勞動者等）耕作生產，他們有自己的生產工具，義務是向朝廷繳納部份產品、納稅、服一定日期的勞役和兵役。但公社成員只對土地享有使用權，最高擁有權仍屬於君主。
除了國有土地及公有地，李朝時期還有土地私有制發展的趨勢，土地透過被買賣、典當及搶佔等過程，因而逐漸集中在豪紳貴族之手。貴族除享有大片土地，還蓄養家奴，供其使用及買賣。

### 賦稅
李朝初年，便著手制定賦稅條例，務求徵課有度，以及制止官員貪污舞弊，損害國庫收入。1014年（順天五年）農曆二月，李太祖釐定稅例，在潭池田土、桑州錢穀、山源藩鎮產物、關隘譏察鹹鹽、蠻獠犀象香料、源頭木條花果等六個方面，規定所應繳稅項。
與此同時，李朝政府又設法推行獎勵及寬減措施，如1010年（順天元年）十二月，李太祖下令「赦天下三年租稅，積年逋久者，即除之」；1040年（乾符有道二年）李太宗下令減免半稅，1044年（天感聖武元年）再下令免半稅。這些措施的用意都在於促進生產，刺激經濟發展。

### 貨幣
李朝從太祖皇帝時起，隨著政權逐漸穩固，社會秩序恢復，便開始鑄造貨幣。但因李朝的基本經濟政策是重農抑商，輕視了貨幣的作用，民間交換多是以物易物，加上李朝政府廣建佛寺，銅料多用於塑造佛像，因此李朝貨幣的鑄造量也較少。除李朝政府所鑄貨幣外，丁、前黎兩朝貨幣仍在通行。外來貨幣方面，宋朝的貨幣，透過宋廷對李朝使節進行賞賜，以及中國商人到越南貿易買賣，亦得以在越南大量流通。
有關李朝歷代君主的鑄幣概況，有如下表。
| 君主   | 所鑄貨幣 | 鑄造時期                                                         | 形制 | 流通情況                                                 | 備注 |
| ------ | -------- | ---------------------------------------------------------------- | --- | -------------------------------------------------------- | --- |
| 李太祖 | 順天大寶 | 1011年（順天二年）以後。                                         | 錢緣適中，錢文上的「順天大寶」四字對讀，採用真書，有傾斜，不太均勻及協調。它的造型厚實，比丁、前黎及陳時錢幣要大，重量約有5克。                                | 迄今發現的「順天大寶」只有一個版式，且流通範圍相當有限。 | 李太祖稱這款貨幣為「大寶」，以別於中國及越南前朝（丁朝、前黎朝）所用的「通寶」、「元寶」等貨幣名稱。                          |
| 李太宗 | 明道元寶 | 曾於1042年（明道元年）及1043年（明道二年）鑄造兩次。             | 錢文上的「明道元寶」四字旋讀，又稱「明道錢」。它有兩種版式，一種是字體粗壯，另一種是字體狹細。兩者字體均採用真書。                                             | 鑄造和流通數量很少，與其他貨幣一起通行。                 | 該貨幣主要用於賞賜文武官僚。 北宋仁宗也曾鑄造「明道元寶」，不過李太宗的「明道元寶」在鑄造工藝和風格上，與宋仁宗的有明顯區別。 |
| 李太宗 | 天感元寶 | 李太宗晚年。                                                     | 錢文上的「天感元寶」四字旋讀，有兩種版式，一種是光背，一種是背文上有「乾王」二字。兩者字體均採用真書。                                                           | 數量很少。                                               | 背文上的「乾王」，是指李太宗次子李日中，以示李太宗對李日中及其生母的寵愛。                                                      |
| 李聖宗 |          |                                                                  | |                                                          | 沒有李聖宗鑄錢的文獻記載及實物發現。                                                                                          |
| 李仁宗 | 天符通寶 | 李仁宗晚年的天符睿武（1120年－1126年）及天符慶壽（1127年）年間。 | 僅一個式版，錢文上的「天符通寶」旋讀，採用真書，製作工藝比較粗糙，類似李太祖的「順天大寶」，錢徑較大，厚實，光背，錢緣適中，輪廓分明，佈局均稱，但文字較呆板。 | 數量甚少。                                               | 數量少的原因基於李朝重農抑商，以及輕視了貨幣經濟的作用。                                                                      |
| 李仁宗 | 天符元寶 |                                                                  | 該錢的錢文旋讀，「元」字採用篆書，其餘三字用真書，錢緣略寬，與「天符通寶」不同。                                                                               |                                                          | 該貨幣被後世學者認為可能是私鑄錢。                                                                                            |
| 李神宗 |          |                                                                  | |                                                          | 沒有神宗鑄錢的文獻記載及實物發現。                                                                                            |
| 李英宗 | 大定通寶 | 大定年間（1140年－1162年）。                                     | 錢徑較大，「大定通寶」四字對讀，採用真書，錢緣稍寬，比較厚實，光背。                                                                                           | 數量很少。                                               | 金世宗亦有「大定通寶」，而李英宗的「大定通寶」則是越南風格，製作上也較為粗糙。                                                |
| 李英宗 | 正隆元寶 | 1163年（政隆寶應元年）鑄造。                                     | 錢文上把「政」寫成「正」，四字旋讀，真書，光背。 | 數量很少。                                               | 金海陵王也曾鑄「正隆元寶」，而李英宗「正隆元寶」的錢文較粗大，錢緣較寬，且穿孔也較不平整。                                    |
| 李高宗 | 治平元寶 | 治平龍應年間（1205年－1210年）。                                 | 有兩種版式，一種是錢徑較大，錢文四字旋讀，採用真書，「治」及「元」二字方正，「平」及「寶」二字瘦長，光背。另一種的錢文與前一種相同而略小，闊緣。               | 鑄行很少。                                               | 因李朝晚期政局漸趨動蕩，所以鑄行也更少。                                                                                      |
| 李惠宗 |          |                                                                  | |                                                          | 沒有惠宗鑄錢的文獻記載及實物發現。                                                                                            |
| 李昭皇 |          |                                                                  | |                                                          | 沒有昭皇鑄錢的文獻記載及實物發現。                                                                                            |

### 軍事制度
李朝開國君主李公蘊本為軍人出身，憑武力奪取帝位，因此深知武力的重要性。在即位之後，就著手改組和整頓軍事組織。太祖相當重視軍權指揮，規字各皇子必須平時習武，隨時派到各地任職或作戰。
在軍隊編制方面，太祖於1025年（順天十六年），下詔「定兵為甲」（意為即編制戶籍），每甲十五人，用一人為管甲。凡年十八至二十歲的丁男，稱為「黃男」；二十至六十歲，稱為「大黃男」，須登入冊籍。丁男以十五為一隊，由一隊長管理，平時習武及從事生產，戰時派出作戰。中央備有禁軍，禁軍沿襲前黎朝的制度，於士兵額頭刺有「天子兵」三字。
太祖以後，軍隊編制再有更動。李太宗時，分禁軍為十二衞，李聖宗時再次整頓軍隊，制定軍號，稱為「御龍」、「武勝」、「龍翼」、「神電」、「棒聖」、「保勝」、「雄略」、「萬捷」等等，皆列於左右，額上刺有「天子軍」字樣。陸軍分為弓箭手、兵騎（馬隊及象隊）及擲石兵等兵種。
除了禁軍（又稱為「正兵」），國家又設番兵（即地方兵），仔細區分，不得混雜，以防其變。一旦發生兵變，可互為制衡，便於朝廷調遣。
军队出征时，皇帝亲自任命将帅，授予“元帅”、“都统大元帅”或“都统元帅”的称号；《越史略》记载，1037年（通瑞四年），太宗「以開皇王為元帥，討都金等州」”；1043年（明道二年）太宗命令“開皇王為都統大元帥，討愛州。奉乾王為都統元帥，討文州。”以上统帅都由王室宗亲担任。名臣李常杰 （《越史略》作阮常傑）也曾担任元帅职务。聖宗在位時，1070年（神武二年）農曆五月，“元帥阮常傑俘獲第矩於真臘界。”
李朝中期，西南邊境及國內時有動亂，大臣杜英武乃著重培養軍民熟習軍事，以便隨時定亂及抵禦邊鄰。但到李朝晚期，承平日久，再度出現紀綱漸廢，民不知兵的局面，因而盜賊橫行亦未能有效鎮壓，李朝最終衰亡。

## 社會經濟及文化的發展

### 農業
李朝農業得到相當的發展，在沿海和北部平原一帶的荒野，由於政府的推動之下，得以開墾成農田，以水稻方式耕種。為免土地受澇、旱之災，政府致力興修水利，例如在國都昇龍築紅河堤，清化地區再修水壩，使河渠暢通，灌溉農田，增加農產收成。
在農耕上具有重要作用的耕牛，得到政府立法保護，例如但凡盜竊耕牛者，會被罰杖打一百；宰殺耕牛超過規定數量者，會被判入獄。政府還規定農戶互相監督，共同承擔宰牛的責任。因此，李朝時期的農業勞動力、畜力遂得到高度保障，有助發展農業。

### 工業技術
李朝時期的工業，由於受到君主的重視，加上從宋朝學習得先進技術，因而取得一定成就。當时的紡織匠，能織出各種花色繁多、圖案新穎的布、綢、綿、緞。陶器方面能製作出白瓷瓦、琉璃磚瓦，以及花紋複雜細膩、塗有棕色、白玉色、象牙色的彩釉瓷器。煉鐵、冶銅、編織、造紙、刻板印刷等工業，也得到中國的傳授，而發展起來。

### 建築
李朝的建築，有帝王的樓台宮殿、城壘、供奉英雄人物的廟宇，以及寺廟、寶塔等等。
李氏廷朝在國都昇龍，營建宏大城壘。城包括兩層，總長約有25公里，而皇城之內更有高達四層的宮殿。據越共學者指出，李朝昇龍城的城壘，是越南歷代各王朝當中「最大的一個城壘建築工程」。而李朝的寺廟建築亦甚具規模，如桂武縣的招攬寺，後世所能見到的三層遺址的面積，長度約120米，寬約70米。李朝還有建築了不少多層寶塔，如報天塔（在今河內）高約60米，12層；崇善延齡塔高13層；章山塔有方形塔基，每邊長19米。瓊琳寺（在廣寧省東潮縣）的彌勒佛像高約20米。

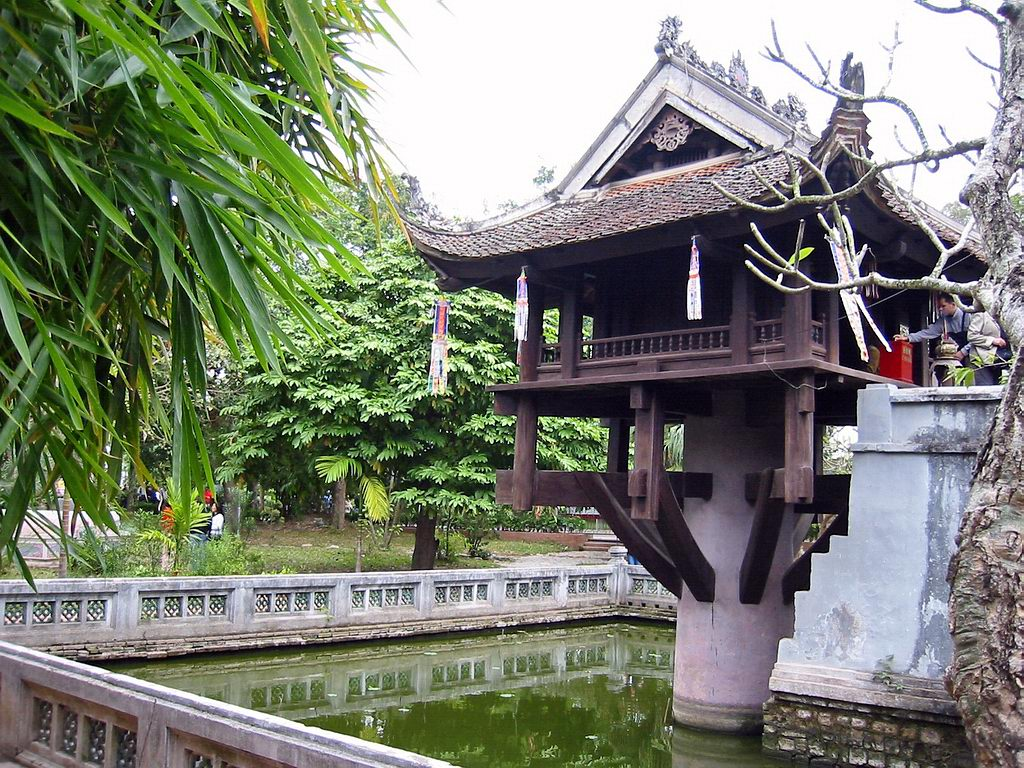
李朝時期興建的延祐寺

李朝建築的設計，還會襯託附近的自然風景，力求做到與人工建築與天然景色互相協調。寺廟往往是以對稱的正方形布局。李朝建築物中較具特色的，是保留在河內的延祐寺（又稱一柱寺），該寺建於湖中心，以一根大石柱承托，象徵一朵盛放在水面上的荷花。

### 佛教發展
佛教在李朝政府的支持下，達到興盛局面。當時國內遍布佛教設施，銘文有「凡有名山勝境，莫不啟拓，以建覺場」、「於是或京師而緬思梵福，紺宇星分；或州縣而擬報洪恩，靈祠棊布」等記述。佛教僧侶人員，受朝廷的君主的禮遇和重用，並且有新的佛教教派創立和流佈。較重要的禪宗草堂派（簡稱草堂派），該派由李聖宗時期，來自中國的臨濟宗僧人草堂所創。草堂原在占城國游化，後因李朝於1069年（天貺寶象二年，七月改元神武）攻入占城，草堂被越軍俘獲回國，但得到聖宗皇帝賞識，拜草堂為師，遂開創草堂派）。後來的李英宗、李高宗諸帝也自稱草堂派弟子，中國學者杜繼文指出該派實為「李朝最得勢的佛教僧團」，其教義提倡「禪淨一致」，即修禪與念佛結合，與中國的禪宗相同。除草堂派外，密宗於李神宗時亦頗為流行，具代表性的僧侶有阮明空、徐道行等人。

### 文學及藝術
越南在10世紀以前，流傳著相當豐富的民間口頭文學作品，包括民間歌謠、神話傳說等等。到10世紀以後的李朝時期，則有漢文文學的蓬勃發展。這是基於越南因長期受中國統治，中國官員在當地推行漢字，加上中越地區的文化交流，造就了越南的漢文文學的發展。
李朝時的漢文學，深受佛教的影響。李朝君主推動佛教，令僧侶在政治、社會、文化等領域具有地位，加上特別是李聖宗、李仁宗的詩作，本就「禪語為多」，因此令「禪詩」盛行。李朝初年在朝廷上位高權重的萬行，其詩作的特點是使用了押韻偈語作修飾，例如他的《示弟子》一詩：「身如電影有還無，萬木榮春秋又枯；任運盛衰無怖畏，盛衰如露草頭鋪」，詩文表現了佛教的根本思想。李仁宗所寵信的滿覺禪師，在寂滅前留下一偈：「春去百花落，春到百花開；事逐眼前過，老從頭上來。莫謂春殘花落盡，庭前昨夜一枝梅」，這首偈更被指為李朝最好的詩之一。
李朝的漢文詩歌除了禪詩，還有李常傑的《南國山河》一詩，具有追求民族獨立的意志，與當時的詩作風格迥異，別樹一幟。
李朝時漢語散文作品，比漢語詩歌出現較晚。現存的有開國君主李公蘊的《遷都詔》，該文以駢文體裁寫成，文風簡樸，內容以歷史為鑑，進行正反論證，展現作者的統治才能。到李仁宗時，有官員阮公弼撰寫《大越國李家第四帝崇善延齡塔碑文》，該文以歌頌朝廷為目的，具有誇飾風格，對文字進行雕琢。李公蘊與阮公弼兩文的對比，反映了越南漢文散文在布局謀篇、語言文字運用方面的進步。
從李朝的碑銘文獻當中，亦可看到中國文化與越南自身文化融合的情況。以李朝中葉時的《奉聖夫人黎氏墓誌》為例，該篇銘文的內容典雅，而且使用甚多的中國漢文典故，據統計多達十一處。學者耿慧玲解釋這是由於「李朝繼丁、前黎之後建立了200多年的政權，實際上承續的是五代以來的政治與文化體制，甫自中國政權的直接統治獨立，其中國文化的承續性應該仍然強烈，在碑誌中大量運用中國的典故是很自然的事」。與此同時，《奉聖夫人黎氏墓誌》裡又用到越南的通用語，如使用「好」字，意謂母親；使用「長婆」，是為對高年紀女性的尊稱。

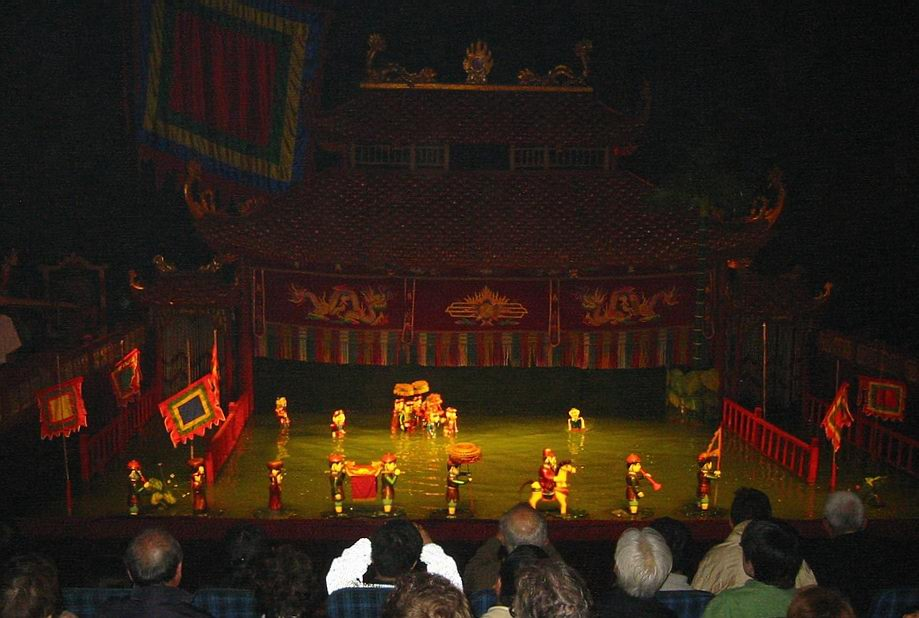
在越南李朝取得長足發展的水上木偶戲

李朝時期的藝術發展，有水上木偶戲的發達。水上木偶戲源自紅河三角洲，農民在農閒和河水氾濫時，便在水上進行木偶戲以作消遣。後來成為一門表演藝術，甚至為越南君主作御前表演。到了現代，水上木偶戲在越南仍是深受重視的本土藝術。

### 字喃的萌芽
字喃為古時越南民族語言的載體之一，至於它的萌發，據中國學者羅長山指出是「學術界至今尚未有定論」。但早在8世紀（唐朝統治時期）到12世紀，雖然尚未有形成系統的字喃，已以假借字的形式偶然出現。《越史略》於1148年（大定九年）的記載裡，出現了一句「殿前是武吉，非武帶也」的說話，學者羅長山解釋「吉」、「帶」二字便是假借字形式的字喃，喃義是糞尿。這可被視為字喃初期萌芽的遺跡。

## 自然史及災害
越南屬熱帶地區， 北方地區（李朝主要領土範圍）有四季之分，夏季高溫多雨，冬季寒冷潮濕。境內河流甚多，尤以紅河為最大的水系，同時亦容易形成洪水。據《越史略》、《大越史記全書》等越南史籍的記錄，李朝時期曾於1073年、1126年、1127年、1128年、1130年、1131年及1144年出現久雨或淫雨，而洪水亦有多起，分別是1037年、1050年、1053年、1055年、1064年、1080年、1198年、1199年、1208年、1218年、1222年等等。有紀錄的大風則在1132年、1185年、1188年、1204年。不過李朝時亦有多次旱情或春夏季節無雨的紀錄，這些年份是1027年、1071年、1108年、1118年、1124年、1126年、1130年、1131年、1135年、1137年、1138年、1140年、1143年、1146年、1148年、1150年、1165年、1197年、1223年。
紅河三角洲土地肥沃，盛產稻穀。李朝糧食收成較佳的年份，據史籍紀錄都在前半期，即1016年、1030年、1044年、1079年、1111年、1120年、1123年、1140年。蝗災曾有兩次紀錄，分別在1121年及1223年。人類及牲口的疫症，曾於1100年、1146年、1165年及1195年大規模爆發。李朝後半期有較多的饑荒情況，發生於1042年、1156年、1181年、1199年、1208年。
越南也是有地震風險的國家。史籍記載李朝時有多起地震，發生年份在1016年、1042年、1053年、1098年、1107年、1152年、1153年、1155年、1162年、1171年、1174年、1179年、1180年、1188年、1189年、1192年、1195年、1199年、1200年、1202年、1218年、1223年。
此外，較特別的事故有1127年的「天狗星隕，有聲如雷」；1136年（或1137年）、1224年的「江水如血」和「江水赤如血」等等。
有關李朝一代的自然現象及災害，詳見下表。
| 年份                                       | 現象種類             | 情況                                                                | 撫恤措施                                                                     | 參考來源                      |
| ------------------------------------------ | -------------------- | ------------------------------------------------------------------- | ---------------------------------------------------------------------------- | ----------------------------- |
| 1016年 順天七年                            | 地質                 | 地震。                                                              |                                                                              | 《越史略》、《大越史記全書》  |
| 1016年 順天七年                            | 食糧供應             | 是歲農作物大熟，禾三十結，直七十錢。                                | 蠲免三年租稅。                                                               | 《越史略》、《大越史記全書》  |
| 1027年 順天十八年                          | 氣候                 | 六月，旱。                                                          |                                                                              | 《大越史記全書》              |
| 1029年 天成二年                            | 氣候                 | 十月朔，萬歲寺階前天雨白米成堆。                                    |                                                                              | 《越史略》、《大越史記全書》  |
| 1030年 天成三年                            | 食糧供應             | 十月，農作物大熟。                                                  | 帝幸鳥路田省歛。                                                             | 《越史略》、《大越史記全書》  |
| 1037年 通瑞四年                            | 水文                 | 秋，大水。                                                          |                                                                              | 《越史略》、《大越史記全書》  |
| 1042年 乾符有道四年                        | 地質                 | 九月，地震。                                                        |                                                                              | 《越史略》、《大越史記全書》  |
| 1042年 乾符有道四年                        | 食糧供應             | 是歲全國大飢。                                                      |                                                                              | 《大越史記全書》              |
| 1044年 明道三年 十一月後改元天感聖武       | 食糧供應             | 十月，農作物大熟。                                                  | 因有征占婆戰事，朝廷蠲免境內今年一半税錢，以慰跋涉之勞。                     | 《越史略》、《大越史記全書》  |
| 1050年 崇興大寶二年                        | 水文                 | 六月，大水。                                                        |                                                                              | 《大越史記全書》              |
| 1053年 崇興大寶五年                        | 地質                 | 正月初五日，地震三度。                                              |                                                                              | 《大越史記全書》              |
| 1053年 崇興大寶五年                        | 水文                 | 七月至八月，大水。                                                  |                                                                              | 《大越史記全書》              |
| 1055年 龍瑞太平二年                        | 氣候                 | 十月，大寒。                                                        | 朝廷為體恤獄中囚徒，命有司發府庫衾席賜之，並日給二飯。蠲免境內今年一半稅錢。 | 《越史略》、《大越史記全書》  |
| 1071年 神武三年                            | 氣候                 | 自春至夏不雨。                                                      |                                                                              | 《越史略》、《大越史記全書》  |
| 1073年 太寧二年                            | 氣候                 | 年初，淫雨。                                                        |                                                                              | 《大越史記全書》              |
| 1079年 英武昭勝四年                        | 氣候                 | 雨雹。                                                              |                                                                              | 《越史略》、《大越史記全書》  |
| 1079年 英武昭勝四年                        | 食糧供應             | 五月，農作物大熟。                                                  |                                                                              | 《越史略》、《大越史記全書》  |
| 1098年 會豐七年                            | 地質                 | 八月，地震。                                                        |                                                                              | 《越史略》、《大越史記全書》  |
| 1100年 會豐九年                            | 疫病                 | 十二月，大疫。                                                      |                                                                              | 《越史略》、《大越史記全書》  |
| 1102年 龍符二年                            | 氣候                 | 正月，立春日，降瑞雪。                                              |                                                                              | 《大越史記全書》              |
| 1102年 龍符二年                            | 氣候                 | 二月，大水。                                                        |                                                                              | 《大越史記全書》              |
| 1107年 龍符七年                            | 地質                 | 夏，地震。                                                          |                                                                              | 《大越史記全書》              |
| 1107年 龍符七年                            | 地質                 | 十月，地震。                                                        |                                                                              | 《越史略》                    |
| 1108年 龍符八年                            | 氣候                 | 夏，不雨。                                                          |                                                                              | 《大越史記全書》              |
| 1111年 會祥大慶二年                        | 食糧供應             | 秋，農作物大熟。                                                    |                                                                              | 《大越史記全書》              |
| 1114年 會祥大慶五年                        | 氣候                 | 春，瑞雪降。                                                        |                                                                              | 《越史略》、《大越史記全書》  |
| 1118年 會祥大慶九年                        | 氣候                 | 夏，旱，後下雨。                                                    |                                                                              | 《大越史記全書》              |
| 1120年 天符睿武元年                        | 食糧供應             | 秋，農作物大熟。                                                    |                                                                              | 《大越史記全書》              |
| 1121年 天符睿武二年                        | 氣候                 | 五月，大水。                                                        |                                                                              | 《越史略》、《大越史記全書》  |
| 1121年 天符睿武二年                        | 蟲害                 | 秋，大蝗。                                                          |                                                                              | 《大越史記全書》              |
| 1123年 天符睿武四年                        | 食糧供應             | 是歲農作物大熟。                                                    |                                                                              | 《越史略》、《大越史記全書》  |
| 1124年 天符睿武五年                        | 氣候                 | 七月，旱。                                                          |                                                                              | 《越史略》、《大越史記全書》  |
| 1126年 天符睿武七年                        | 氣候                 | 六月至七月，旱。                                                    |                                                                              | 《大越史記全書》              |
| 1126年 天符睿武七年                        | 氣候                 | 秋，淫雨。                                                          |                                                                              | 《大越史記全書》              |
| 1127年 天符慶壽元年                        | 氣候                 | 正月至二月，淫雨。                                                  |                                                                              | 《大越史記全書》              |
| 1127年 天符慶壽元年                        | 天文                 | 十二月，天狗星隕，有聲如雷。                                        |                                                                              | 《大越史記全書》              |
| 1128年 天順元年                            | 氣候                 | 二月，淫雨。                                                        |                                                                              | 《大越史記全書》              |
| 1130年 天順三年                            | 氣候                 | 六月，旱。                                                          |                                                                              | 《越史略》、《大越史記全書》  |
| 1130年 天順三年                            | 氣候                 | 九月，久雨。                                                        |                                                                              | 《大越史記全書》              |
| 1131年 天順四年                            | 氣候                 | 五月，旱。                                                          |                                                                              | 《大越史記全書》              |
| 1131年 天順四年                            | 氣候                 | 九月，久雨。                                                        |                                                                              | 《大越史記全書》              |
| 1132年 天順五年                            | 氣候                 | 閏五月，暴風，覆延章舟。                                            |                                                                              | 《大越史記全書》              |
| 1135年 天彰寶嗣三年                        | 氣候                 | 自春至夏不雨。五月朔，雨。                                          |                                                                              | 《大越史記全書》              |
| 1136年 天彰寶嗣四年                        | 地質、水文           | 二月，乂安州地震，江水如血。 （《大越史記全書》記在天彰寶嗣五年。） |                                                                              | 《越史略》、《大越史記全書》  |
| 1137年 天彰寶嗣五年                        | 氣候                 | 六月，旱。                                                          |                                                                              | 《大越史記全書》              |
| 1138年 天彰寶嗣六年                        | 氣候                 | 六月至七月，旱。                                                    |                                                                              | 《大越史記全書》              |
| 1140年 紹明三年 二月以後改元大定           | 氣候                 | 自春至夏，不雨。五月，雨。                                          |                                                                              | 《大越史記全書》              |
| 1140年 紹明三年 二月以後改元大定           | 食糧供應             | 十月，農作物大熟。                                                  |                                                                              | 《大越史記全書》              |
| 1143年 大定四年                            | 氣候                 | 自春至夏，旱。六月，雨。                                            |                                                                              | 《越史略》、《大越史記全書》  |
| 1145年 大定六年                            | 氣候                 | 四月，淫雨。                                                        |                                                                              | 《大越史記全書》              |
| 1146年 大定七年                            | 疫病                 | 四月，牛畜疫死。                                                    |                                                                              | 《大越史記全書》              |
| 1146年 大定七年                            | 氣候                 | 夏，旱。                                                            |                                                                              | 《大越史記全書》              |
| 1148年 大定九年                            | 氣候                 | 夏，旱，後下雨。                                                    |                                                                              | 《越史略》                    |
| 1150年 大定十一年                          | 氣候                 | 三月，旱。                                                          |                                                                              | 《大越史記全書》              |
| 1150年 大定十一年                          | 地質                 | 四月朔，地震。                                                      |                                                                              | 《越史略》                    |
| 1150年 大定十一年                          | 氣候                 | 五月，天雨黃砂。                                                    |                                                                              | 《越史略》                    |
| 1150年 大定十一年                          | 氣候                 | 七月，旱。                                                          |                                                                              | 《大越史記全書》              |
| 1152年 大定十三年                          | 地質                 | 四月，地震。                                                        |                                                                              | 《大越史記全書》              |
| 1152年 大定十三年                          | 氣候                 | 五月及七月，天雨黃砂。                                              |                                                                              | 《大越史記全書》              |
| 1153年 大定十四年                          | 水文                 | 大水。                                                              |                                                                              | 《越史略》                    |
| 1153年 大定十四年                          | 地質                 | 地震。                                                              |                                                                              | 《越史略》                    |
| 1155年 大定十六年                          | 水文                 | 秋，八月，大水。                                                    |                                                                              | 《大越史記全書》              |
| 1155年 大定十六年                          | 地質                 | 八月，地震。                                                        |                                                                              | 《大越史記全書》              |
| 1155年 大定十六年                          | 地質                 | 十二月，地震。                                                      |                                                                              | 《大越史記全書》              |
| 1156年 大定十七年                          | 氣候                 | 二月，天雨黃砂。                                                    |                                                                              | 《大越史記全書》              |
| 1156年 大定十七年                          | 食糧供應             | 是歲大饑，米一升直七十錢。                                          |                                                                              | 《大越史記全書》              |
| 1162年 大定二十三年                        | 地質                 | 五月，地震。                                                        |                                                                              | 《越史略》                    |
| 1164年 政隆寶應二年                        | 水文、食糧供應       | 七月，大水過常，禾穀淹沒。                                          |                                                                              | 《大越史記全書》              |
| 1165年 政隆寶應三年                        | 氣候、疫病、食糧供應 | 六月，大旱，民大疾疫，牛畜多死，米價騰踴。                          |                                                                              | 《大越史記全書》              |
| 1171年 政隆寶應九年                        | 地質                 | 七月，地震。                                                        |                                                                              | 《越史略》                    |
| 1174年 政隆寶應十二年 十月以後改元天感至寶 | 地質                 | 正月，地震。                                                        |                                                                              | 《大越史記全書》              |
| 1174年 政隆寶應十二年 十月以後改元天感至寶 | 地質                 | 十一月，地震。                                                      |                                                                              | 《大越史記全書》              |
| 1179年 貞符四年                            | 地質                 | 二月，地震。 《越史略》記在「孟春」。                               |                                                                              | 《越史略》、 《大越史記全書》 |
| 1180年 貞符五年                            | 水文                 | 八月，大水。 《越史略》記在「孟秋」。                               |                                                                              | 《越史略》、 《大越史記全書》 |
| 1180年 貞符五年                            | 地質                 | 永元殿、會僊殿地震。 《越史略》記在「孟秋」。                       |                                                                              | 《越史略》、 《大越史記全書》 |
| 1181年 貞符六年                            | 食糧供應             | 大饑，民死近半。                                                    |                                                                              | 《越史略》、 《大越史記全書》 |
| 1185年 貞符十年                            | 氣候                 | 六月，暴風大起，二寺門地裂。                                        |                                                                              | 《越史略》                    |
| 1188年 天資嘉瑞三年                        | 地質、氣候           | 六月，地震、暴風。                                                  |                                                                              | 《越史略》、 《大越史記全書》 |
| 1189年 天資嘉瑞四年                        | 地質                 | 地震。                                                              |                                                                              | 《越史略》、 《大越史記全書》 |
| 1192年 天資嘉瑞七年                        | 地質                 | 六月，地震。                                                        |                                                                              | 《越史略》、 《大越史記全書》 |
| 1194年 天資嘉瑞九年                        | 氣候                 | 十月，雨雹，有大如馬首者，死者甚眾。                                |                                                                              | 《越史略》、 《大越史記全書》 |
| 1195年 天資嘉瑞十年                        | 地質                 | 二月，地震。五月，地又震。                                          |                                                                              | 《越史略》、 《大越史記全書》 |
| 1195年 天資嘉瑞十年                        | 疫病                 | 大疫。                                                              |                                                                              | 《越史略》                    |
| 1197年 天資嘉瑞十二年                      | 氣候                 | 六月，旱。                                                          |                                                                              | 《大越史記全書》              |
| 1198年 天資嘉瑞十三年                      | 水文                 | 七月，大水。                                                        |                                                                              | 《大越史記全書》              |
| 1199年 天資嘉瑞十四年                      | 地質                 | 夏，地震。                                                          |                                                                              | 《越史略》                    |
| 1199年 天資嘉瑞十四年                      | 水文                 | 七月，大水，禾穀淹沒。                                              |                                                                              | 《大越史記全書》              |
| 1199年 天資嘉瑞十四年                      | 食糧供應             | 秋，大饑。                                                          | 朝廷於次年正月，發粟賑貧民。                                                 | 《大越史記全書》              |
| 1200年 天資嘉瑞十五年                      | 地質                 | 六月，地震。                                                        |                                                                              | 《越史略》                    |
| 1202年 天資嘉瑞十七年 八月以後改元天嘉寶祐 | 地質                 | 三月，地震。                                                        |                                                                              | 《大越史記全書》              |
| 1202年 天資嘉瑞十七年 八月以後改元天嘉寶祐 | 地質                 | 六月，地震                                                          |                                                                              | 《越史略》                    |
| 1204年 天嘉寶祐三年                        | 氣候                 | 十月，大風。                                                        |                                                                              | 《越史略》                    |
| 1208年 治平龍應四年                        | 食糧供應             | 大饑，饑死者相枕。                                                  |                                                                              | 《越史略》、 《大越史記全書》 |
| 1208年 治平龍應四年                        | 水文                 | 十月，大水。                                                        |                                                                              | 《越史略》                    |
| 1210年 治平龍應六年                        | 地質                 | 正月，勝嚴寺地裂。                                                  |                                                                              | 《越史略》                    |
| 1218年 建嘉八年                            | 地質                 | 三月，地震。四月己未，地震。                                        |                                                                              | 《越史略》、 《大越史記全書》 |
| 1218年 建嘉八年                            | 水文                 | 七月，大水                                                          |                                                                              | 《越史略》                    |
| 1219年 建嘉九年                            | 氣候                 | 二月丙辰，雨雹。                                                    |                                                                              | 《越史略》                    |
| 1220年 建嘉十年                            | 氣候                 | 三月，雨雹。                                                        |                                                                              | 《越史略》                    |
| 1222年 建嘉十二年                          | 水文                 | 九月，大水。                                                        |                                                                              | 《越史略》                    |
| 1223年 建嘉十三年                          | 氣候、蟲害           | 十月，旱、蝗。                                                      |                                                                              | 《大越史記全書》              |
| 1223年 建嘉十三年                          | 地質                 | 十二月己丑，地震。                                                  |                                                                              | 《越史略》                    |
| 1224年 建嘉十四年 十月以後改元天彰有道     | 水文                 | 九月，自上源頭至京師昇龍，江水赤如血。                              |                                                                              | 《越史略》                    |
| 1224年 建嘉十四年 十月以後改元天彰有道     | 地質                 | 佛跡山裂長三十丈。                                                  |                                                                              | 《越史略》                    |

## 對外關係

### 與宋朝關係

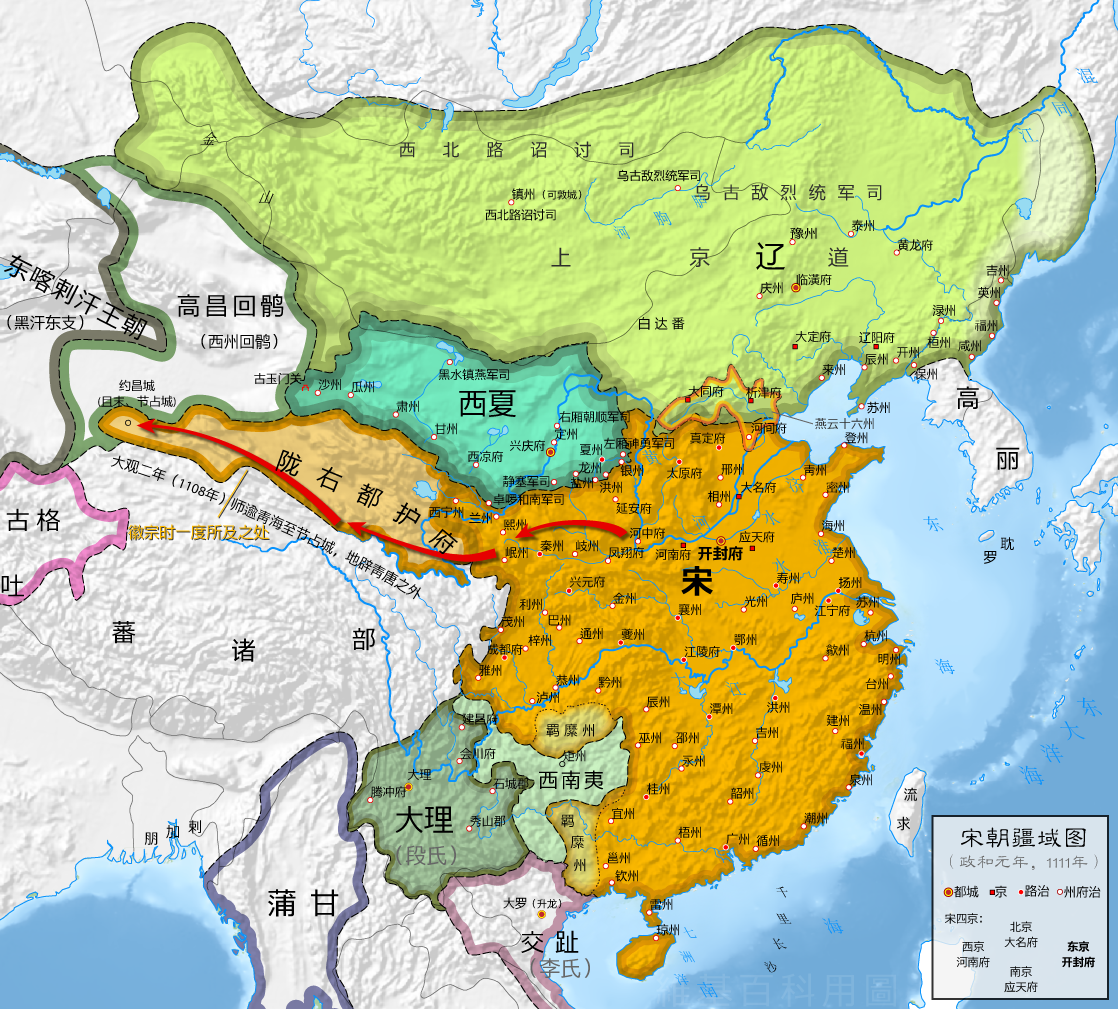
越南李朝前期的東亞形勢圖

越南的李朝時期，適值宋代。李朝自立國時起，便對宋朝實行兩手策略，一方面向宋朝通好，請求冊封，提高李氏王室的政治威望和國際地位，另一方面又連續侵犯宋朝南方邊境，掠奪土地、人口及財物。
宋朝立國於960年。980年，越南的黎桓奪取丁朝政權，建立前黎朝，宋太宗皇帝以此為口實，於次年（981年）與黎氏發生戰事，結果宋軍戰敗。1010年（順天元年），李太祖代黎自立後不久，便即自稱「安南靜海軍權留後」，遣使到宋，奉貢方物，以示通好。當時的宋真宗皇帝甚為鄙視李氏的奪權，認為前黎朝的臥朝帝取得帝位，本就不合乎道義，李公蘊又效尤奪位，更為可惡。，但宋真宗早已認識到「交州瘴癘」，亦即是多疾疫之地，「若興兵攻取，死傷必多」的道理，不願像宋太宗時出兵南征，所以亦承認李公蘊的統治地位，冊封他為「特進、檢校太傅、安南都護、靜海軍節度觀察處置等使、交趾郡王」等等封銜。自此以後，李朝便多次遣使入宋，交往頻繁。中國學者郭振鐸、張笑梅指出，李朝遣使入宋的年份有：1010年、1012年、1014年、1019年、1023年、1058年、1063年、1069年、1073年、1078年、1082年、1087年、1107年、1127年、1130年、1156年、1164年、1173年、1178年、1182年、1190年。
而李朝對宋朝邊境的侵擾，始於李太祖時期。1014年（順天五年），越南的「獠戶」張㜑看因被李朝治罪，逃到中國欽州。李朝便以追捕逃犯為由，寇掠欽州的如洪寨。宋真宗命廣南西路轉運使向李朝追討責任。1028年（順天十九年），李太祖「令子弟與女壻申承貴等，領眾入本道，剽掠邊民」，宋廷亦依舊命廣南西路轉運使向李朝追討。其後李朝對侵擾有增無已。1036年（通瑞三年）農曆十月，李太宗發兵侵宋朝思陵等州，並肆行掠奪破壞，「掠牛馬、焚廬舍而還」。11世紀中葉，廣源州（在今越南高平省廣淵州，當時屬宋境）首領儂智高作亂，侵擾李朝及宋朝邊道地區，1052年（崇興大寶四年）宋人討滅儂智高，李朝將該地順手而得。1059年（彰聖嘉慶元年），李朝入寇宋朝欽州思禀管。1060年（彰聖嘉慶二年），諒州牧申紹泰追捕逃亡兵士，追入宋境，掠奪宋方人員及牛馬而回。
宋朝在神宗熙寧年間（1068年－1077年），對越南李朝採強硬態度。據宋人司馬光記述在此期間，宋廷先後起用的桂州長官沈起、劉彝二人，製作戰船，收編當地部落民眾為兵，授以戰爭技巧，但這些舉動已引起當地民眾的不安。嶺南人徐百祥（又作徐伯祥）將消息洩露到越南，向李朝君臣提出，先法制人可控制敵方的心理，所以不如先出兵入侵宋朝。於是，李朝便於1075年（太寧四年）發動侵宋戰爭，由大將李常傑領兵，攻破中國欽州、廉州、邕州等地。在邕州一役中，知州蘇緘奮力抵抗，城破後自焚而死。而李軍則大行殺戮，在欽、廉、邕三州屠殺數十萬人，並俘擄民眾而回。宋方旋即作出反擊。1076年（太寧五年）三月，宋朝命郭逵、趙卨等領兵，並與越南鄰近的占城、真臘等國聯合出擊。越將李常傑在如月江（在越南北寧省如月村，梂江下段）擊破宋軍，郭逵撤走。其後郭逵部隊奪回廣源州 ，又於富良江（一說為梂江，一說為紅河）大敗越軍，擊殺越將洪真太子。李仁宗對此深感不安，便向宋方要求停戰，願意歸還所擄掠人眾。宋廷亦將廣源州（宋改名為順州）交還李朝，兩國重歸和好。

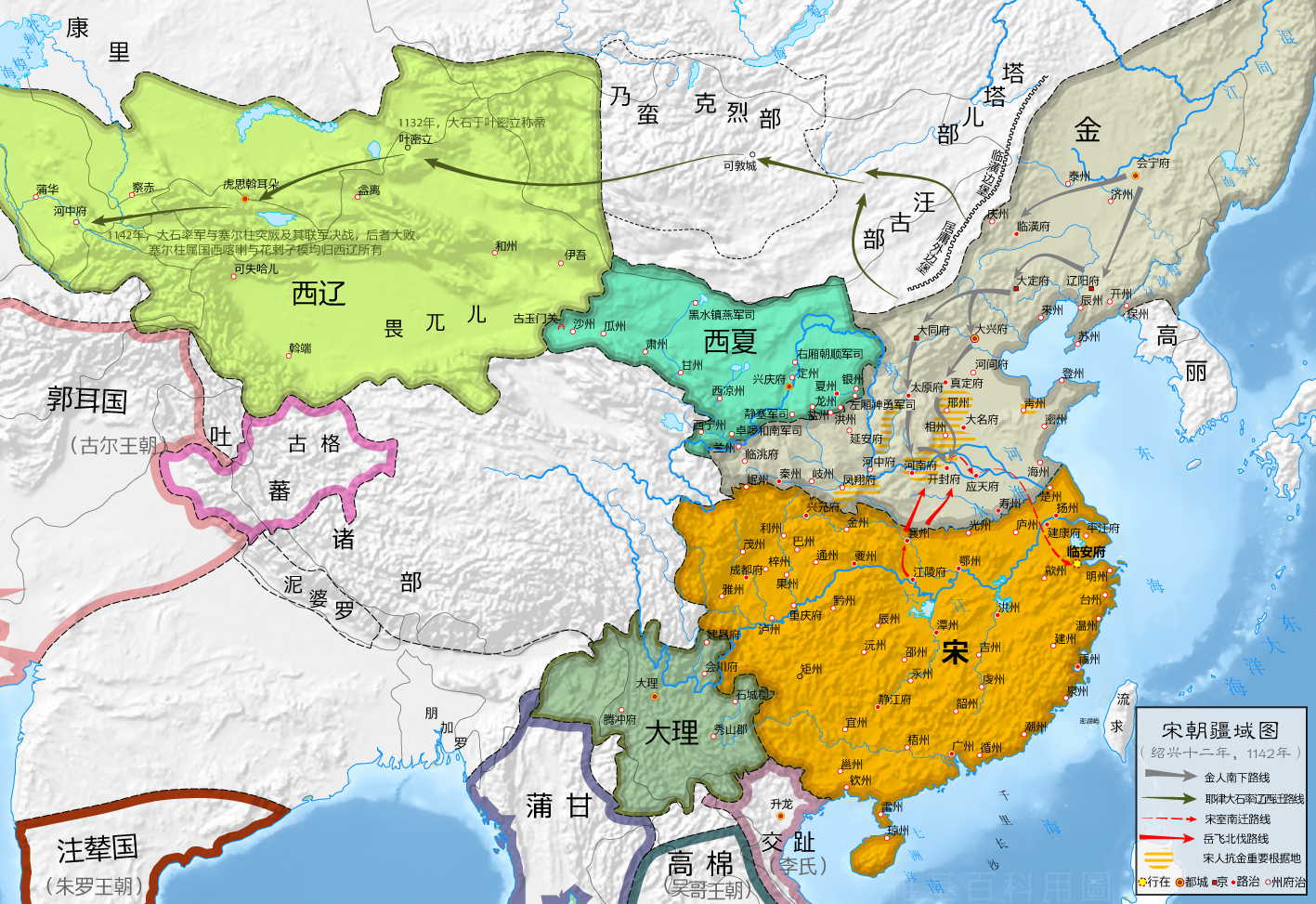
越南李朝後期的東亞形勢圖

1127年（天符慶壽元年），宋朝發生靖康之禍，北方被金人佔領，宋室南渡，是為南宋。但越宋兩國關係一直延續至李朝後期，仍趨於和好。其中較重要的大事，是改定了越南的國名稱謂，李朝一方面使用聖宗時（1054年－1072年在位）所定的國號「大越」，另一方面，如越南學者陳重金（即陳仲金）所指出，李朝到英宗（1138年－1175年在位）時為止，歷代君主都受宋朝冊封為「交趾郡王」 ，到宋廷封英宗為「安南國王」，越南自此便又稱為「安南國」。
除戰事和封貢關係外，兩國邊境的商業貿易亦甚為頻繁。李公蘊時曾向宋廷要求在欽州設博易場，讓兩國商人進行交易，但宋真宗鑑於李朝騷擾邊防而作罷。宋徽宗政和年間（1111年－1118年），始在邕州開博易場。徽宗以後，宋廷因受北方敵國困擾，無暇南顧，使宋越兩國商人活動更趨活躍。除邕州外，欽州、廉州，以及廣西右江的南江柵亦成雙方商易要地。貿易物品方面，越人以名香、犀角、金、銀、鹽、魚、蝦、蚌、沉香、珍珠、象牙、犀角等等，交易中國的綾錦、羅布、銅器、瓷器、「斗米尺布」、絲綢、紙筆、藥材等等。隨著宋李雙方交往密切，華人移居到越南者亦眾，使越南成為華僑活動的重要國家。但與此同時，兩國間的人口販賣活躍亦嚴重，宋朝廣西地區有人口販子，販賣邊民到李朝境人，每年達數百千人，被賣者為奴終身。

### 與大理國關係
大理國（又稱「鶴拓蠻」、「鶴柘蠻」）是中國西南部的邊境政權，與越南李朝為鄰。越南地區早在第三次北屬的後期（晚唐時期），便屢受大理國前身南詔國蒙氏侵擾。
李太祖時，曾與大理國爆發戰爭。1012年（順天三年），大理國人到渭龍州（在越南宣光地區）進行貿易，李太祖派人擒獲大理國民眾及馬匹萬餘而回。次年農曆十月（1013年，順天四年），渭龍州降附大理，李太祖親征渭龍州，驅逐渭龍州首領何昃俊。何昃俊被逐後逃入大理，得大理政府支持，大理國乃出兵征越。1014年（順天五年），大理將領楊長惠（一作杜長惠）、段敬至率兵二十萬入侵越境，李太祖派兵討伐，在平林州（又作「芳林」及「茅林」，在越南高平）的金華步一帶，擊破大理軍隊，斬首萬餘，俘獲大量士卒及馬匹。李朝得勝後，遣使把戰利品中的六十匹馬，獻給宋朝，以宣示戰功，宋廷亦賜冠帶、器幣、馬匹等物品回禮。宋廷的介入使大理沒有再度出兵，而何昃俊所據的渭龍、都金、常新、平原等州，勢力單薄，到1015年（順天五年）被李朝討平，重新成為李朝的有效控制區域。
李太宗時，盤踞廣源州（在今越南高平省廣淵州，當時屬宋境）等地的酋豪儂智高，多年間先後在越、宋兩國地區作亂。到1053年（崇興大寶五年），儂智高勢力遭宋軍重挫。其後，據越南典籍《大越史記全書》所載，儂智高於該年農曆十月，派使到李朝乞師求助，李太宗「詔指揮使武珥將兵援之」。其後，儂智高再被宋軍所敗，逃入大理國，最終被大理人所殺，把首級獻於宋朝。
宋李雙方曾有邊境衝突，較嚴重的為1075年（太寧四年）的大型戰事， 蔓延邕、廉等地，雙方交惡亦殃及大理。雲南馬關縣有《宋代難民因公殞命古墓碑》提到：「當有宋之時，吾邑接壤越南，越人開拓邊疆，不時過界滋擾，土人不服，起而反抗，慘遭殺戮者指不勝屈。」學者段玉明據此指出，李朝出兵廣西的同時，還會入侵大理東南邊境，甚至可能擄掠人員為奴。
李英宗初年，曾與大理國發生衝突。據中國文獻所載，李仁宗有妾生一子，投奔大理，改姓趙，名智之。1138年李神宗死後，趙智之自稱「平王」，由大理國遣送越南，欲與李英宗爭位，但被李朝出兵擊退。1139年（紹明二年）六月，趙智之遣使入宋，要求協助。宋廷為免「引惹生事」，僅冷淡視之，使趙智之無法得逞。關於趙智之的身份，越南典籍《欽定越史通鑑綱目》注引吳仕的說法，認為是與1140年至1141年間作亂的申利是同一人。
申利事件以後，李朝與大理的往來記載較少。《越史略》提到，1189年（天資嘉瑞四年），有大理僧侶惠明、戒日等到訪李氏朝廷。學者段玉明指，這說明了申利事件後，李朝、大理關係有所改善，趨於友好。

### 與金朝關係
1127年，宋室受到來自東北的金朝入侵，中國出現宋金雙方南北對峙之局。1168年（政隆寶應六年）八月，宋、金同時遣使到越南李朝，而李朝的態度則是禮待雙方來使，然而不令相見。

### 與占婆國關係

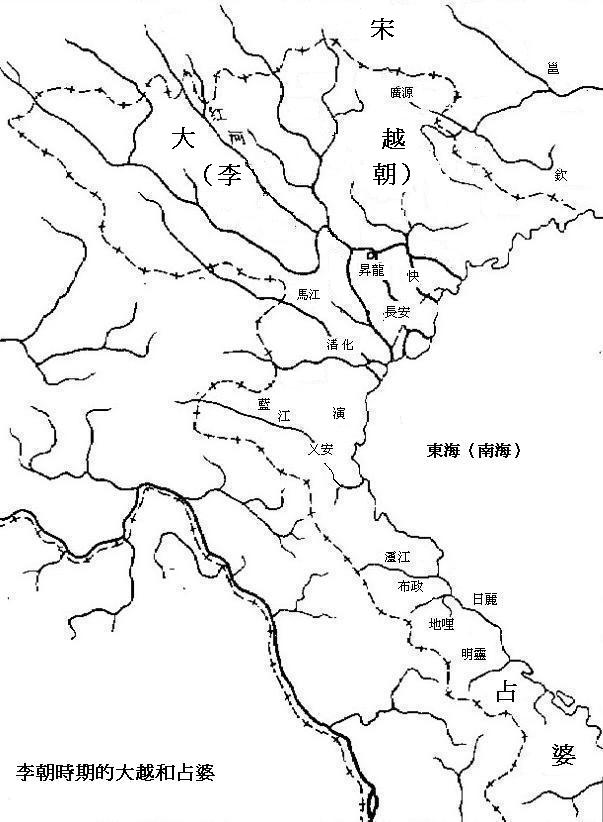
李朝時期越占對峙圖

占婆（又稱占城）位於現時越南中部及南部地區，是李朝南鄰。早在李朝之前，越人已與占婆爆發多起戰事，但與此同時，占婆國政府亦有遣使入越通好。
李太祖即位之初，1011年（順天二年），占城向李朝贈送獅子，以示友好。然而雙方在日後多次兵戎相見。1021年（順天十二年），太祖命兒子開天王李佛瑪率兵南侵，進攻占婆布政寨地區，殺當地「布令」（官名）。1043年（明道二年），占婆王闍耶僧訶跋摩二世（又作「刑卜施離值星霞弗」、「乍兜」、「乍斗」等）派水軍（《大越史記全書》稱為「占城風浪賊」）入侵李朝的沿海領土，李太宗皇帝又以占婆多年沒有遣使通好為由，籌備南征，修造戰船百餘艘，於次年（1044年，明道三年）親自出征，於五蒲江南岸一帶與占婆軍隊爆發戰事，此役中越軍得勝，占婆國王陣亡，軍隊戰死者三萬餘人，被俘五千餘，戰象死者六十頭。該年農曆七月，越軍進至占婆國都佛逝（又作「毗闍耶」），大肆掠奪王宮而回。此戰亦導致占婆第八王朝終結。
李太宗率軍回國後，占婆一度陷於內亂局面。新君主闍耶波羅密首羅跋摩一世（又作「雍尼」，占婆第九王朝首王）趕緊收拾秩序，占婆碑銘資料稱他「偕諸將士，往平其亂」。另一方面，占王試圖修補對越關係。1047年（天感聖武四年），占婆遣使到越，但李氏朝廷認為占王不恭順，竟將占婆使節流放。不過此王仍採和好態度，於1050年（崇興大寶二年）向李朝致送白象、1055年（龍瑞太平二年）遣使入越祝賀李聖宗登基、1057年（龍瑞太平四年。或作1059年，即李彰聖嘉慶元年）及1060年（彰聖嘉慶二年）遣使入越致送禮品及訪問。
1061年，占婆王律陀羅跋摩三世（又作「施里律茶盤麻常楊溥」、「楊卜尸律陀般摩提婆」、「第矩」、「制矩」等）即位後，整頓軍事，以圖攻越。但在發動戰事之前，仍對越作友好姿態，在1063年（彰聖嘉慶五年）、1065年（彰聖嘉慶七年）、1068年（天貺寶象元年）遣使入越訪問。到1068年的年底，占婆終於出兵入侵李朝邊境，李聖宗亦隨即作出反應。1069年（神武元年）二月，李朝發舟師南下，勢如破竹，經日麗海口、尸唎皮奈（Çri Banöy）等地，在須毛江大敗占軍，占王棄國都佛逝（又作「毗闍耶」）出逃，越軍於是進佔佛逝，終於在四月份，由大將李常傑擒獲占王。李聖宗更親到占婆王宮大宴群臣，又遣使入宋，宣示勝利，到六月才撤軍回國。越軍佔據佛逝期間，肆行破壞及劫掠。據《越史略》記載：「王（指李聖宗）命徧數佛誓城內外人家，凡二千五百六十餘區，並焚之。」占婆碑銘亦記載：「越兵侵佔占婆，王神財富，皆為所得。占婆諸州祠寺、宮殿、村莊、馬、象、牛、穀，咸為掠劫。」李朝又以釋放占婆國王為條件，割取地哩州（又作「地哩」）、麻令州、布政州等地（此三州在今越南廣平省及廣治省），而占婆國內則出現群雄割據的大亂局面。1071年（神武三年），曾有占婆使節到越致送禮品，法國學者指出到底是否由律陀羅跋摩三世所派，已難確認。
其後，據占婆碑銘記載，第十王朝的訶梨跋摩三世（1074年，太寧三年即位）收拾殘局，而前王律陀羅跋摩三世則投奔越南李朝。1075年（太寧四年），李朝派李常傑進攻占婆，以圖協助律陀羅跋摩三世復位，但被占軍擊退。同年，宋越兩國爆發宋越熙寧戰爭，宋朝於次年1076年（太寧五年）初，遣使聯絡占婆、真臘（柬埔寨），一同出擊李朝。占婆派兵七千，牽制李朝。然而最終，宋、占婆、真臘聯軍仍未對李朝構成致命威脅。到1077年（英武昭勝二年），占婆再次遣使入越訪問通好。
1086年（廣祐二年），占婆遣使到越致送禮品，但越占兩國並未真正和好。在該年，占婆遣使到宋朝，要求當越占兩國使節同時入宋時，宋人不要安排在同一場合碰面，占使籍此要求表達對李朝的不滿。1092年（廣祐八年），占婆又派使到宋，提出聯合攻越，但宋神宗皇帝以李朝常向宋朝入貢通好為由，拒絕建議。而越南李仁宗亦於1094年（會豐三年），遣使敦促占婆向越入貢通好。占婆出於恐懼，便於1095年（會豐四年）、1097年（會豐六年）、 1098年（會豐七年）、1099年（會豐八年）及1102年（龍符二年），向李朝頻繁地致送禮品示好。
1103年（龍符三年）十月，越南演州地區的李覺發動叛亂，被大將李常傑所攻破，李覺逃入占婆，向占婆國王闍耶因陀羅跋摩二世（占婆第十王朝君主）提供李朝內部情報。占婆便出兵攻越，收復地里、麻令、布政等三州。次年（1104年，龍符四年）二月，李朝派李常傑出征占婆，成功奪回地里等三州。於是，占婆再次遣使入越示好，從此對越南遣使不絕。1117年（會祥大慶八年）、1118年（會祥大慶九年）、1120年（天符睿武元年）、1124年（天符睿武五年）、1126年（天符睿武七年），占婆數度遣使入越，特別是1126年的一次，李仁宗皇帝更設宴招待占婆使節。
李神宗時，李朝的另一鄰國真臘（又作「占臘」、「吉蔑」）開始加緊對越進攻，占婆亦捲入其中。1132年（天順五年）七月，占婆與真臘聯合，進攻李朝乂安州，李朝隨即派太尉楊英珥擊破兩國聯軍。其後，李英宗時，占婆因拒絕協助真臘攻越，真臘便於1145年（大定六年），出兵攻占，進至佛逝城（一作「毗闍耶」）。
不久，占婆王闍耶訶梨跋摩一世（占婆第十二王朝君主，又作「鄒時蘭巴」、「制皮囉筆」）即位，收復佛逝，但占婆王室又出現內訌，闍耶訶梨跋摩一世與妻兄般舍羅闍（Vançaraja，又作「雍明疊」、「雍明些疊」）相攻。般舍羅闍不利，向越南李朝求助，李朝冊封般舍羅闍為占婆國王，並派李蒙與般舍羅闍率兵征占。此戰在占婆碑銘亦有記載：「越（Yavana）王見闍耶訶梨跋摩雄武無敵，欲制阻之，命占婆人般舍羅闍為國王，予以越將多人，強兵十萬餘（越方史籍記載李朝派清化乂安五千餘人出征）。闍耶訶梨跋摩率佛逝諸軍擊破之，死者不可勝計。」般舍羅闍和李蒙都在戰中陣亡。此戰發生時間，法國學者喬治·馬司培羅說在1150年底或1151年初，《大越史記全書》則記載在1152年（大定十三年），並謂在該年十月，李英宗迎娶占婆國王女兒。
此後十餘年間，占婆國雖繼續派使到李朝致送禮品，但同時又有寇邊活動，甚至連赴越使節也在途中劫掠越南人民。李朝終於在1167年（政隆寶應五年），乘著占婆王闍耶因陀羅跋摩四世（又作「鄒亞娜」）登位不久，派大臣蘇憲誠領兵討伐，占婆新王懼怕對越戰事，向越人致送珍珠方物，越方乃罷兵而回。自闍耶因陀羅跋摩四世以後，占婆集中力量對真臘國開戰，而對李朝則時而修好，時而入寇。1170年（政隆寶應八年），占婆遣使到越訪問。1177年（貞符二年），占婆入寇越南乂安。1184年（貞符九年），占婆遣使訪問。1198年（天資嘉瑞十三年），占婆王蘇利耶跋摩（又作「布池」）遣使到李朝，要求冊封，李朝於次年（1199年，天資嘉瑞十四年），封之為王。
1203年（天嘉寶祐二年），占婆王叔父陀那婆底（Dhanapati Grama，又作「布田」、「布由」）勾結真臘，進攻國王蘇利耶跋摩，國王不敵，便帶著剩餘兵船二百餘艘，逃到越南的几羅海口（又作「機羅海口」），要求越人支持。越方乂安地區官員杜清、范延等上奏朝廷，李朝派大臣譚以蒙、杜安等處理事件。但譚以蒙、杜安憂慮占婆王有詐，不願提供協助而回。杜清、范延為求自保，謀攻占婆王，但陰謀洩露，占婆王攻殺杜清、范延，以及乂安兵眾二百餘人，然後逃入海，不知所終。於是占婆淪為真臘屬地（時間為1203年至1220年），真臘委任陀那婆底管理占婆地區。李惠宗時，真臘在1216年（建嘉七年）及1218年（建嘉九年）兩度入侵越南乂安州，占婆人亦協助真臘作戰，但均被乂安長官李不染所擊退。

### 與真臘國關係
真臘（又作「占臘」、「吉蔑」）位於印支半島，即後來的柬埔寨。在越南李朝，真臘處於吳哥王朝，領土包括現今越南南部、老撾南部和泰國部份領土，與李朝政府亦有交往。據《大越史記全書》的記載，自1012年起，即從李朝立國初期開始，真臘便多次遣使赴越致送禮品，一直持續到李朝後期。真臘遣使的年份是：1012年、1014年、1020年、1025年、1026年、1033年、1039年、1056年、1118年、1120年、1123年、1135年、1191年。
然而真臘與李朝亦多次爆發衝突。據《宋史》所載，在宋仁宗的嘉祐六年（1062年，彰聖嘉慶四年），廣南西路官員向宋廷報告，指出該國向來不熟習軍事，與越南李朝為鄰，時常遭到入侵。到李仁宗時，1076年（太寧五年），宋越兩國交戰期間，真臘與占城（在今越南中、南部）兩國都參加了宋朝陣營，一同攻越。這是真臘與越南李朝雙方較早的爭端。 
及後，真臘數度派兵攻越，而攻擊地點主要在乂安一帶。1128年（天順元年）正月，李神宗繼位後不久，真臘出兵二萬餘人，進攻乂安州的波頭步地區，隨即被李朝將領李公平所敗，俘獲真臘軍隊的主將及士卒。同年八月，真臘派戰船七百餘艘，進攻乂安州杜家鄉地區，又被李朝軍隊擊破。該年年底，真臘國致函李朝政府，要求遣使訪問該國，但李朝政府未有理會。 1132年（天順五年）八月，真臘與占城聯合，侵擾乂安，卻被李朝太尉楊英珥所擊敗。同年九月，乂安州官府成功擒捕三名時常擄拐乂安人民並轉賣真臘的占婆人士，將之押送至李朝朝廷。1137年（天彰寶嗣五年）年初，真臘入侵，李朝派太尉李公平將之擊退
到李朝後期，真臘仍有攻越活動。李英宗時，1150年（大定十一年）九月，真臘派軍入寇乂安，到霧濕山因暑濕為害，大量士兵病死，便不戰而退。李惠宗時，國內時有內亂，真臘與占婆乘機攻越（占婆於1203年至1220年期間為真臘屬地）。1216年（建嘉七年），真臘與占婆攻乂安州，被乂安長官李不染所擊退。兩年後1218年（建嘉九年），真臘再與占婆進攻乂安，但再度被李不染所擊敗。

### 與哀牢關係
越南的另一鄰近民族哀牢，亦為李朝的攻掠對像。早在丁、黎時期，便對原屬哀牢之地的「莒隆賊」進行討伐。到李朝時，1011年（順天二年）農曆二月，李太祖親征莒隆，並在戰爭中「焚其部落，擒其魁首而還，賊遂滅」。到1048年（天感聖武五年）九月，李太宗又命派軍侵寇哀牢人，「獲其人蓄而還」。
沱江流域居住着一个独立的部落，越南称其为「牛吼蛮」。据黄仲政《兴化风土记》记载：「牛吼言语、文字与哀牢同，今入版图，兴化安州是其地也。」在李朝中期及晚期，曾兩度進攻哀牢人。1119年（會祥大慶九年），李仁宗發兵攻哀窂，「擒其洞长魏滂等数百」。1183年（貞符八年）農曆正月，李高宗命督將吳履信率兵伐哀牢。

### 與其他國家關係
在東南亞一些國家，曾與李朝進行交往和通商。爪哇商人曾於1066年（龍章天嗣元年）進獻夜光珠，李氏朝廷以錢萬鏹回送。其後，爪哇、路貉、暹邏等國商人於1149年（大定十年），到達大越國的東部海濱，向李廷要求居住地及通商貿易。李朝政府便在海島立莊，名「雲屯」，讓外國商人經商。1182年（貞符七年），暹羅國使節來進貢禮品。1184年（貞符九年），暹邏、三佛齊等國商人到雲屯鎮，進貢寳物及磋商經貿事宜。

## 李朝的歷史意義
李朝統治越南二百多年，對越南歷史發展具有一定的影響。越南史家陳重金（即陳仲金）便曾提到：「李朝之功在於使我南國成為一個強盛的國家：外則攻中國，平占城，內則整頓武備、編修法律，建立穩固的自主之基。」越共學者亦提到李朝在越南歷史裡，是建設國家的重要階段：「李朝——特別是在十一世紀——開始大規模地進行國家建設，為民族和獨立封建國家的發展打下了全面的牢固的基礎。」
中國學者郭振鐸、張笑梅指出，李朝時期的越南，有五大特點。第一點是李氏朝廷首次把國都建於昇龍，使之成為統治國家的基礎，並且掃除了國內的封建割據勢力，使越南得以真正歸於一統。第二點是在政治上，李朝在中央及地方，都成立了穩定而完備的政治機構，形成了中央集權的封建君主制。第三點是在階級關係上，李朝君主重視佛教，任用僧侶，於是使佛教興盛，是為李朝的一大特點。第四點是李朝推動農業生產，並因此制定稅額徵課，以作政府收入，大利於走向富國強兵之路。第五點是李朝的對外政策甚具雄心，曾北犯宋朝，南略占城等周邊國家，以軍事武功、擴張領土而著稱於世。

## 李朝王室遺族
陳氏代李後，便對李氏王室肆行殺戮。1226年（陳朝建中二年）農曆八月，當時的主政者陳守度諷喻李上皇，讓他自盡。1232年（陳朝天應政平元年）六月，陳朝以先世有一位陳李，故此必須避諱為由，改「李」為「阮」，目的是「絕民之望李氏」。同年冬，陳守度因見李氏族人對於李上皇之死，心懷不滿，於是用計坑埋李氏族人。李惠宗的長女順天公主先嫁與陳煚之兄陳柳，後嫁陳煚（即陳太宗），被冊為皇后，生兒子陳晃（即陳聖宗）；次女李佛金（即李昭皇）在陳煚初即位時被冊為皇后，後被廢，許配與大臣黎輔陳。
陳朝銘文資料中有朝廷如何安置李朝宗室的線索。陳聖宗時，下令王侯貴族召集漂散無產者為奴婢開荒，銘文記載有阮姓人氏獲分配土地，「依舊為耕」。學者認為這些人或許是李朝宗室，他們因被流放而遠去國都以外地區，聖宗為維持其生存便給予田地耕作。
陳朝中期，曾有李氏族人獲朝廷起用。在1318年（陳大慶五年）八月，陳朝發兵攻打占婆，當中一位將領是「李家族將」孝肅侯李必見，在該役中他戰死沙場。越南史籍《欽定越史通鑑綱目》亦指出，這位李必見正是「李氏遺族」。
此外，在李朝中葉，有宗室李陽焜遷居高麗國，其子孫亦一直生活下來，成為韓國旌善李氏。到李朝滅亡之際，宗室李龍祥逃到高麗，繁衍成韓國花山李氏。在現代，這兩個家族成立機構，向越南學生提供獎學金，增進韓越雙方友好關係。

## 歷代君主
| 廟號                          | 諡號                                    | 姓名              | 在世           | 在位時間       | 年號及使用時間 | 年號及使用時間 | 陵號 |
| ----------------------------- | --------------------------------------- | ----------------- | -------------- | -------------- | -------------- | -------------- | ---- |
| -                             | 顯慶王 （1009年太祖李公蘊追諡）         | 李某              | ？年－？年     |                |                |                |      |
| 太祖 （1028年太宗李佛瑪尊上） | 神武皇帝 （1028年太宗李佛瑪諡）         | 李公蘊            | 974年－1028年  | 1009年－1028年 | 順天           | 1010年－1028年 | 壽陵 |
| 太宗 （1054年聖宗李日尊尊上） |                                         | 李佛瑪 （李德政） | 1000年－1054年 | 1028年－1054年 | 天成           | 1028年－1034年 | 壽陵 |
| 太宗 （1054年聖宗李日尊尊上） | 通瑞                                    | 李佛瑪 （李德政） | 1000年－1054年 | 1028年－1054年 | 1034年－1039年 |                | 壽陵 |
| 太宗 （1054年聖宗李日尊尊上） | 乾符有道                                | 李佛瑪 （李德政） | 1000年－1054年 | 1028年－1054年 | 1039年－1042年 |                | 壽陵 |
| 太宗 （1054年聖宗李日尊尊上） | 明道                                    | 李佛瑪 （李德政） | 1000年－1054年 | 1028年－1054年 | 1042年－1044年 |                | 壽陵 |
| 太宗 （1054年聖宗李日尊尊上） | 天感聖武                                | 李佛瑪 （李德政） | 1000年－1054年 | 1028年－1054年 | 1044年－1049年 |                | 壽陵 |
| 太宗 （1054年聖宗李日尊尊上） | 崇興大寶                                | 李佛瑪 （李德政） | 1000年－1054年 | 1028年－1054年 | 1049年－1054年 |                | 壽陵 |
| 聖宗 （1072年仁宗李乾德尊上） | 仁孝文武皇帝 （李朝朝廷諡）             | 李日尊            | 1023年－1072年 | 1054年－1072年 | 龍瑞太平       | 1054年－1058年 | 壽陵 |
| 聖宗 （1072年仁宗李乾德尊上） | 仁孝文武皇帝 （李朝朝廷諡）             | 李日尊            | 1023年－1072年 | 1054年－1072年 | 彰聖嘉慶       | 1059年－1066年 | 壽陵 |
| 聖宗 （1072年仁宗李乾德尊上） | 仁孝文武皇帝 （李朝朝廷諡）             | 李日尊            | 1023年－1072年 | 1054年－1072年 | 龍章天嗣       | 1066年－1068年 | 壽陵 |
| 聖宗 （1072年仁宗李乾德尊上） | 仁孝文武皇帝 （李朝朝廷諡）             | 李日尊            | 1023年－1072年 | 1054年－1072年 | 天貺寶象       | 1068年－1069年 | 壽陵 |
| 聖宗 （1072年仁宗李乾德尊上） | 仁孝文武皇帝 （李朝朝廷諡）             | 李日尊            | 1023年－1072年 | 1054年－1072年 | 神武           | 1069年－1072年 | 壽陵 |
| 仁宗 （1128年神宗李陽煥尊上） | 孝慈聖神文武皇帝 （1128年神宗李陽煥諡） | 李乾德            | 1066年－1127年 | 1072年－1127年 | 太寧           | 1072年－1076年 | 壽陵 |
| 仁宗 （1128年神宗李陽煥尊上） | 孝慈聖神文武皇帝 （1128年神宗李陽煥諡） | 李乾德            | 1066年－1127年 | 1072年－1127年 | 英武昭勝       | 1076年－1085年 | 壽陵 |
| 仁宗 （1128年神宗李陽煥尊上） | 孝慈聖神文武皇帝 （1128年神宗李陽煥諡） | 李乾德            | 1066年－1127年 | 1072年－1127年 | 廣祐           | 1085年－1092年 | 壽陵 |
| 仁宗 （1128年神宗李陽煥尊上） | 孝慈聖神文武皇帝 （1128年神宗李陽煥諡） | 李乾德            | 1066年－1127年 | 1072年－1127年 | 會豐           | 1092年－1100年 | 壽陵 |
| 仁宗 （1128年神宗李陽煥尊上） | 孝慈聖神文武皇帝 （1128年神宗李陽煥諡） | 李乾德            | 1066年－1127年 | 1072年－1127年 | 龍符元化       | 1101年－1109年 | 壽陵 |
| 仁宗 （1128年神宗李陽煥尊上） | 孝慈聖神文武皇帝 （1128年神宗李陽煥諡） | 李乾德            | 1066年－1127年 | 1072年－1127年 | 會祥大慶       | 1110年－1119年 | 壽陵 |
| 仁宗 （1128年神宗李陽煥尊上） | 孝慈聖神文武皇帝 （1128年神宗李陽煥諡） | 李乾德            | 1066年－1127年 | 1072年－1127年 | 天符睿武       | 1120年－1126年 | 壽陵 |
| 仁宗 （1128年神宗李陽煥尊上） | 孝慈聖神文武皇帝 （1128年神宗李陽煥諡） | 李乾德            | 1066年－1127年 | 1072年－1127年 | 天符慶壽       | 1127年         | 壽陵 |
| -                             | 恭皇 （1130年神宗李陽煥諡）             | 李某              | ？年－1130年   |                |                |                |      |
| 神宗 （1138年英宗李天祚尊上） | 廣仁崇孝文武皇帝 （1138年英宗李天祚諡） | 李陽煥            | 1116年－1138年 | 1127年－1138年 | 天順           | 1128年－1132年 | 壽陵 |
| 神宗 （1138年英宗李天祚尊上） | 廣仁崇孝文武皇帝 （1138年英宗李天祚諡） | 李陽煥            | 1116年－1138年 | 1127年－1138年 | 天彰寶嗣       | 1133年－1138年 | 壽陵 |
| 英宗 （1175年高宗李龍𣉙尊上） |                                         | 李天祚            | 1136年－1175年 | 1138年－1175年 | 紹明           | 1138年－1140年 | 壽陵 |
| 英宗 （1175年高宗李龍𣉙尊上） | 大定                                    | 李天祚            | 1136年－1175年 | 1138年－1175年 | 1140年－1162年 |                | 壽陵 |
| 英宗 （1175年高宗李龍𣉙尊上） | 政隆寶應                                | 李天祚            | 1136年－1175年 | 1138年－1175年 | 1163年－1174年 |                | 壽陵 |
| 英宗 （1175年高宗李龍𣉙尊上） | 天感至寶                                | 李天祚            | 1136年－1175年 | 1138年－1175年 | 1174年－1175年 |                | 壽陵 |
| 高宗 （1210年惠宗李旵尊上）   |                                         | 李龍𣉙 （李龍翰） | 1173年－1210年 | 1175年－1210年 | 貞符           | 1176年－1186年 | 壽陵 |
| 高宗 （1210年惠宗李旵尊上）   | 天資嘉瑞                                | 李龍𣉙 （李龍翰） | 1173年－1210年 | 1175年－1210年 | 1186年－1202年 |                | 壽陵 |
| 高宗 （1210年惠宗李旵尊上）   | 天嘉寶祐                                | 李龍𣉙 （李龍翰） | 1173年－1210年 | 1175年－1210年 | 1202年－1205年 |                | 壽陵 |
| 高宗 （1210年惠宗李旵尊上）   | 治平龍應                                | 李龍𣉙 （李龍翰） | 1173年－1210年 | 1175年－1210年 | 1205年－1210年 |                | 壽陵 |
| -                             | -                                       | 李忱              | 1202年－？年   | 1209年         | -              | -              | -    |
| 惠宗 （1226年陳朝尊上）       |                                         | 李旵 （李昊旵）   | 1194年－1226年 | 1209年－1210年 | -              | -              | -    |
| 惠宗 （1226年陳朝尊上）       | 1210年－1224年                          | 李旵 （李昊旵）   | 1194年－1226年 | 建嘉           | 1211年－1224年 |                | -    |
| -                             | 元皇 （《大越史略》記載稱號）           | 李某              | ？年－1221年   | 1214年－1216年 | 乾寧           | 1214年－1216年 | -    |
| -                             | 昭皇                                    | 李天馨 （李佛金） | 1218年－1278年 | 1224年－1225年 | 天彰有道       | 1224年－1225年 | -    |

### 引用
1. ↑  吳士連等（1986年），第316-321页
2. ↑  陳重金（即陳仲金）《越南通史》（即《越南史略》），北京商務印書館，77─78頁。
3. ↑  郭振鐸等（2001年），第105页
4. 1 2  馬司培羅（1973年），第76页
5. ↑  G·賽代斯《東南亞的印度化國家》，北京商務印書館，282頁。
6. ↑  《越史略》卷中，收錄於《四庫全書·史部》（第466冊），上海古籍出版社，577頁。
7. 1 2 3  徐松《宋會要輯稿·蕃夷四》（第一百九十七冊），大中祥符三年二月條，北京中華書局，7728頁。
8. ↑  吳士連等（1986年），第202-203页
9. ↑  吳士連等（1986年），第207-208页
10. ↑  陳重金（即陳仲金）《越南通史》（即《越南史略》），北京商務印書館，66頁。
11. 1 2  吳士連等（1986年），第210页
12. ↑  吳士連等（1986年），第214页
13. ↑  吳士連等（1986年），第215页
14. ↑  陳仲金《越南史略》，北京商務印書館，67頁。
15. ↑  吳士連等（1986年），第221页
16. ↑  吳士連等（1986年），第223页
17. ↑  吳士連等（1986年），第225页
18. ↑  吳士連等（1986年），第232页
19. ↑  吳士連等（1986年），第227-228页
20. ↑  吳士連等（1986年），第230页
21. ↑  吳士連等（1986年），第236页
22. ↑  《越史略》卷上，收錄於《四庫全書·史部》（第466冊），上海古籍出版社，583頁。
23. ↑  滕甫《征南錄》，收錄於《四庫全書·史部》（第460冊），上海古籍出版社，828－831頁。
24. 1 2  陳重金（即陳仲金）《越南通史》（即《越南史略》），北京商務印書館，70頁。
25. 1 2  吳士連等（1986年），第245页
26. ↑  潘清簡等《欽定越史通鑑綱目》正編卷之三，彰聖嘉慶元年，「定軍號」條。
27. 1 2 3  吳士連等（1986年），第242页
28. ↑  吳士連等（1986年），第246-247页
29. 1 2 3  吳士連等（1986年），第248页
30. ↑  陳重金（即陳仲金）《越南通史》（即《越南史略》），北京商務印書館，71頁。
31. 1 2  吳士連等（1986年），第249页
32. ↑  吳士連等（1986年），第251页
33. ↑  吳士連等（1986年），第248-250页
34. ↑  陳重金（即陳仲金）《越南通史》（即《越南史略》），北京商務印書館，72－75頁。
35. ↑  陳重金（即陳仲金）《越南通史》（即《越南史略》），北京商務印書館，76頁。
36. ↑  吳士連等（1986年），第269页
37. ↑  吳士連等（1986年），第281-282页
38. ↑  吳士連等（1986年），第286页
39. ↑  《鉅越國太尉李公石碑銘序》，收錄於潘文閣、蘇爾夢主編《越南漢喃銘文匯編·第一集北屬時期至李朝》，遠東學院、漢喃研究院，190頁。
40. 1 2  潘清簡等《欽定越史通鑑綱目》正編卷之四，大定二年春二月條。
41. ↑  吳士連等（1986年），第291-292页
42. 1 2  陳重金（即陳仲金）《越南通史》（即《越南史略》），北京商務印書館，77頁。
43. ↑  吳士連等（1986年），第299页
44. 1 2  吳士連等（1986年），第300页
45. ↑  吳士連等（1986年），第302页
46. ↑  陳重金（即陳仲金）《越南通史》（即《越南史略》），北京商務印書館，79頁。
47. ↑  陳重金（即陳仲金）《越南通史》（即《越南史略》），北京商務印書館，79－80頁。
48. 1 2  吳士連等（1986年），第310页
49. ↑  《越史略》卷下，收錄於《四庫全書·史部》（第466冊），上海古籍出版社，611－617頁；陳重金（即陳仲金）《越南通史》（即《越南史略》），》，北京商務印書館，80頁。
50. ↑  吳士連等（1986年），第310-313页
51. ↑  《越史略》卷下，收錄於《四庫全書·史部》（第466冊），上海古籍出版社，619頁；中西曆轉換見臺灣中央研究院數位文化中心兩千年中西曆轉換。
52. ↑  吳士連等（1986年），第314页
53. ↑  吳士連等（1986年），第315-316页
54. ↑  《越史略》卷下，收錄於《四庫全書·史部》（第466冊），上海古籍出版社，619頁。
55. ↑  郭振鐸等（2001年），第271页
56. 1 2  《越史略》卷中，收錄於《四庫全書·史部》（第466冊），上海古籍出版社，578頁。
57. 1 2  吳士連等（1986年），第219页
58. ↑  《越史略》卷中，收錄於《四庫全書·史部》（第466冊），上海古籍出版社，583頁。
59. ↑  朝陽科技大學──耿慧玲《越南文獻與碑誌資料中的李常傑》 （页面存档备份，存于），10頁。
60. ↑  吳士連等（1986年），第296页
61. ↑  吳士連等（1986年），第312页
62. 1 2  吳士連等（1986年），第255页
63. 1 2  《越史略》卷中，收錄於《四庫全書·史部》（第466冊），上海古籍出版社，580頁。
64. ↑  吳士連等（1986年），第281页
65. ↑  吳士連等（1986年），第273页
66. ↑  《越史略》卷中，收錄於《四庫全書·史部》（第466冊），上海古籍出版社，584頁。
67. ↑  朝陽科技大學──耿慧玲《越南文獻與碑誌資料中的李常傑》 （页面存档备份，存于），9─10頁。
68. 1 2 3 4  《越史略》卷下，收錄於《四庫全書·史部》（第466冊），上海古籍出版社。
69. 1 2 3  吳士連等（1986年），第209页
70. ↑  郭振鐸等（2001年），第271-272页
71. ↑  馬思伯樂《李陳胡三氏時安南國之政治地理》，收錄於《西域南海史地考證譯叢·四編》，馮承鈞譯，臺灣商務印書館，120頁。
72. ↑  郭振鐸等（2001年），第285页
73. ↑  馬思伯樂《李陳胡三氏時安南國之政治地理》，收錄於《西域南海史地考證譯叢·四編》，馮承鈞譯，臺灣商務印書館，113頁。
74. ↑  陶維英《越南歷代疆域》，北京商務印書館，152－153頁。
75. ↑  阮廌（2015年），第6页
76. ↑  陶維英《越南歷代疆域》，北京商務印書館，155頁。
77. 1 2  郭振鐸等（2001年），第289-294页
78. 1 2  徐松《宋會要輯稿·蕃夷四》（第一百九十七冊），元豐二年十月條，北京中華書局，7732頁。
79. ↑  周去非《嶺外代答》卷二「外國門上·安南國」，北京中華書局，55頁。
80. ↑  圖表根據《嶺外代答校注》（周去非著，楊武泉校注，北京中華書局，60－61頁）、《李陳胡三氏時安南國之政治地理》（收錄於《西域南海史地考證譯叢·四編》，馬思伯樂著，馮承鈞譯，臺灣商務印書館114－119頁）、《越南歷代疆域》（陶維英著，鍾民岩譯，北京商務印書館，152－157頁）、《越南通史》（郭振鐸、張笑梅著，中國人民大學出版社）等資料及論著製成。
81. 1 2  邓鸿山; 阮文英; 乔丁山. . 《大众考古》. 2023年, (4): 77–85  [2023-12-05].[]
82. ↑  余鸣谦. . 《文物》. 1959年, (2): 54  [2023-11-22]. （原始内容存档于2019-05-09）.
83. ↑  郭振鐸等（2001年），第272-273页
84. ↑  潘清簡等《欽定越史通鑑綱目》正編卷之五，天資嘉瑞十年，「初試三教」條。
85. ↑  郭振鐸等（2001年），第275-276页
86. ↑  吳士連等（1986年），第231页
87. ↑  何勤華、李秀清《東南亞七國法律發達史》，法律出版社，679頁。
88. ↑  潘輝注《歷朝憲章類誌》卷之三十三《刑律誌》，李仁宗龍符八年條。
89. ↑  潘輝注《歷朝憲章類誌》卷之三十三《刑律誌》，李天符睿武三年條。
90. ↑  潘輝注《歷朝憲章類誌》卷之三十三《刑律誌》，李仁宗天符睿武六年條。
91. ↑  潘輝注《歷朝憲章類誌》卷之三十三《刑律誌》，李神宗天順元年條。
92. ↑  潘清簡等《欽定越史通鑑綱目》正編卷之四，大定三年十二月，「定典賣田土例」條。
93. ↑  吳士連等（1986年），第288页
94. ↑  吳士連等（1986年），第289页
95. ↑  吳士連等（1986年），第297页
96. ↑  潘輝注《歷朝憲章類誌》卷之三十三《刑律誌》。
97. ↑  郭振鐸等（2001年），第276-278页
98. ↑  吳士連等（1986年），第210-211页
99. ↑  郭振鐸等（2001年），第278页
100. ↑  《越南歷史貨幣》，中國金融出版社，18─21頁。
101. ↑  《越南歷史貨幣》，中國金融出版社，26頁。
102. ↑  本表依據《越南歷史貨幣》，中國金融出版社，18－21頁以及116－120頁。
103. ↑  郭振鐸等（2001年），第279页
104. ↑  《越史略》卷中，收錄於《四庫全書·史部》（第466冊），上海古籍出版社，581頁。
105. ↑  《越史略》卷下，收錄於《四庫全書·史部》（第466冊），上海古籍出版社，582頁。
106. 1 2  《越史略》卷中，收錄於《四庫全書·史部》（第466冊），上海古籍出版社，587頁。
107. ↑  《鉅越國太尉李公石碑銘序》，收錄於潘文閣、蘇爾夢主編《越南漢喃銘文匯編·第一集北屬時期至李朝》，遠東學院、漢喃研究院，189─190頁。
108. ↑  吳士連等（1986年），第311页
109. ↑  郭振鐸等（2001年），第283页
110. ↑  郭振鐸等（2001年），第283-284页
111. 1 2  越南社會科學委員會《越南歷史》，北京人民出版社，182－183頁。
112. ↑  釋法寶《仰山靈稱寺碑銘》，收錄於潘文閣、蘇爾夢主編《越南漢喃銘文匯編·第一集北屬時期至李朝》，遠東學院、漢喃研究院，165頁。
113. ↑  穎達《圓光寺碑銘》，收錄於潘文閣、蘇爾夢主編《越南漢喃銘文匯編·第一集北屬時期至李朝》，遠東學院、漢喃研究院，235頁。
114. ↑  杜繼文《佛教史》，江蘇人民出版社，512─513頁。
115. ↑  龐希云《東南亞文學簡史》，人民出版社，90頁。
116. ↑  龐希云主編《東南亞文學簡史》，人民出版社，92－93頁。
117. ↑  王曉平《亞洲漢文學》，天津人民出版社，132-134頁。
118. ↑  龐希云主編《東南亞文學簡史》，人民出版社，94頁。
119. ↑  龐希云主編《東南亞文學簡史》，人民出版社，94－95頁。
120. ↑  耿慧玲《越南碑銘中漢文典故的應用》，收錄於《域外漢籍研究集刊》第五輯，北京中華書局，332－333頁。
121. ↑  耿慧玲《越南碑銘中漢文典故的應用》，收錄於《域外漢籍研究集刊》第五輯，北京中華書局，334頁。
122. ↑  耿慧玲《越南碑銘中漢文典故的應用》，收錄於《域外漢籍研究集刊》第五輯，北京中華書局，330頁。
123. ↑  洪德青《你一定要認識的越南》，貓頭鷹出版社，58－59頁。
124. ↑  羅長山《越南傳統文化與民間文學》，雲南人民出版社版，326頁。
125. ↑  《越史略》卷下，收錄於《四庫全書·史部》（第466冊），上海古籍出版社，598頁。
126. ↑  羅長山《越南傳統文化與民間文學》，雲南人民出版社版，328─329頁。
127. ↑  徐紹麗、利國、張訓常《越南》，社會科學文獻出版社，12頁。
128. ↑  徐紹麗、利國、張訓常《越南》，社會科學文獻出版社，8─9頁。
129. ↑  徐紹麗、利國、張訓常《越南》，社會科學文獻出版社，10頁。
130. ↑  . 易網新聞中心.   [2009-03-15]. （原始内容存档于2019-03-04）.
131. ↑  本圖表依據《越史略》卷中、卷下，以及吳士連等《大越史記全書·李紀》。
132. ↑  郭振鐸等（2001年），第269页
133. ↑  郭振鐸等（2001年），第294页
134. ↑  黎崱《安南志略》卷第四，北京中華書局，100頁。
135. ↑  徐松《宋會要輯稿·蕃夷四》（第一百九十七冊），景德三年七月條，北京中華書局，7727頁。
136. ↑  郭振鐸等（2001年），第305页
137. ↑  黎崱《安南志略》卷第十二，北京中華書局，295頁。
138. ↑  黎崱《安南志略》卷第十二，北京中華書局，296頁。
139. ↑  吳士連等（1986年），第226页
140. ↑  司馬光《涑水記聞》卷十三，北京中華書局，248頁。
141. ↑  李燾《續資治通鑑長編》卷二百七十九，北京中華書局，6843－6844頁。
142. ↑  陳重金（即陳仲金）《越南通史》（即《越南史略》），77－78頁。
143. ↑  郭振鐸等（2001年），第306-307页
144. ↑  方國瑜《中國西南歷史地理考釋》第五篇《五代兩宋時期西南地理考釋》，北京中華書局1992年版，635頁。
145. ↑  呂士朋《北屬時期的越南》，香港中文大學新亞研究所，132－133頁。
146. 1 2  吳士連等（1986年），第211页
147. ↑  潘清簡等《欽定越史通鑑綱目》正編卷之二，順天四年冬十月條。
148. ↑  段玉明《大理國史》，雲南民族出版社，329頁。
149. ↑  《越史略》卷中，收錄於《四庫全書·史部》（第466冊），上海古籍出版社，579頁；潘清簡等《欽定越史通鑑綱目》正編卷之二，順天五年春正月條。
150. ↑  徐松《宋會要輯稿·蕃夷四》（第一百九十七冊），大中祥符七年七月條，北京中華書局，7728頁。
151. ↑  段玉明《大理國史》，雲南民族出版社，329─330頁。
152. ↑  吳士連等（1986年），第230-237页
153. ↑  段玉明《大理國史》，雲南民族出版社，330頁。
154. ↑  徐松《宋會要輯稿·蕃夷四》（第一百九十七冊），紹興九年六月條，北京中華書局，7735頁。
155. ↑  《越史略》卷下，收錄於《四庫全書·史部》（第466冊），上海古籍出版社，603頁。
156. ↑  段玉明《大理國史》，雲南民族出版社，331頁。
157. ↑  潘清簡等《欽定越史通鑑綱目》正編卷之五，政隆寶應六年八月條。
158. ↑  馬司培羅（1973年），第54-58页
159. ↑  馬司培羅（1973年），第60-62页
160. ↑  馬司培羅（1973年），第63页
161. ↑  馬司培羅（1973年），第64页
162. ↑  馬司培羅（1973年），第65页
163. ↑  《越史略》卷中，收錄於《四庫全書·史部》（第466冊），上海古籍出版社，586－587頁。
164. 1 2  馬司培羅（1973年），第66-68页
165. ↑  吳士連等（1986年），第253页
166. ↑  馬司培羅（1973年），第71页
167. ↑  吳士連等（1986年），第254-255页
168. ↑  馬司培羅（1973年），第72页
169. 1 2  吳士連等（1986年），第276页
170. ↑  馬司培羅（1973年），第74页
171. ↑  吳士連等（1986年），第293页
172. ↑  馬司培羅（1973年），第77页
173. ↑  散見於吳士連等《大越史記全書·李紀·英宗皇帝》及《高宗皇帝》
174. ↑  馬司培羅（1973年），第78-80页
175. ↑  馬司培羅（1973年），第80-81页
176. ↑  《越史略》卷中，收錄於《四庫全書·史部》（第466冊），上海古籍出版社，605－606頁
177. 1 2  吳士連等（1986年），第313页
178. ↑  周去非《嶺外代答》卷二，楊武泉注，北京中華書局，81－82頁。
179. ↑  散見於吳士連等《大越史記全書·李紀》。
180. ↑  脫脫等《宋史·外國列傳·占城》，北京中華書局，14077頁。
181. ↑  吳士連等（1986年），第270页
182. ↑  吳士連等（1986年），第272页
183. ↑  吳士連等（1986年），第277页
184. ↑  吳士連等（1986年），第280页
185. ↑  吳士連等（1986年），第291页
186. ↑  馬司培羅（1973年），第81页
187. ↑  潘清簡等《欽定越史通鑑綱目》正編卷之三，李天感聖武五年條。
188. ↑  郭振鐸等（2001年），第644页
189. ↑  吳士連等（1986年），第290页
190. 1 2  吳士連等（1986年），第303页
191. ↑  陳重金（即陳仲金）《越南通史》（即《越南史略》），北京商務印書館，81頁。
192. ↑  郭振鐸等（2001年），第15-16页
193. ↑  吳士連等（1986年），第322页
194. ↑  吳士連等（1986年），第326页
195. 1 2  吳士連等（1986年），第328页
196. ↑  吳士連等（1986年），第341页
197. ↑  吳士連等（1986年），第321页
198. ↑  吳士連等（1986年），第340页
199. ↑  《多貝垌木牌》，收錄於黃文樓、耿慧玲主編《越南漢喃銘文匯編·第二集陳朝》，新文豐出版公司，49─55頁。
200. ↑  吳士連等（1986年），第398页
201. ↑  潘清簡等《欽定越史通鑑綱目》正編卷之九，大慶五年，「遣惠武王國瑱伐占城」條。
202. ↑  Ly family in South Korea comes home （页面存档备份，存于）.tuanlinhtravel.com
203. ↑  . 韓聯社. 2009-10-20. （原始内容存档于2018-11-14）.
204. 1 2 3  名字失傳。
205. ↑  李朝歷代皇帝的皇陵，都稱「壽陵」。陳朝時期史家黎文休指出：「李家歷代陵，衹曰壽陵，……蓋時君不學，而儒臣不能潤色，或無稽古之力也。」見吳士連等《大越史記全書·李紀·太祖皇帝》，東京大學東洋文化研究所，220頁。
206. ↑  《大越史記全書》稱郭卜在京師昇龍擁立李忱，《越史略》則稱陳李在海邑擁立李忱，不久又改立李旵。
207. ↑  《越史略》記載，1209年，皇子李忱被陳李擁立，李旵的家臣劉紹勸其擁立嫡子李旵，於是陳李改擁立李旵，徽稱為勝王。次年（1210年）正月，蘇忠嗣將李旵擒拿回京。同年十月，李高宗去世，李旵以皇太子身份繼位。

### 書目
- （中文）黎崱. . 武尚清點校. 北京: 中華書局（1995）ISBN 978-7-101-01122-7.
- （中文）. 上海古籍出版社（1987）.
- （日語）（中文）吳士連等. . 陳荊和編校. 東京: 東京大學東洋文化硏究所附屬東洋學文獻センター（昭和59－61年）（1984－1986）.
- （法文）（越南文）（中文）潘文閣、蘇爾夢主編. . 巴黎、河內: 法國遠東學院、漢喃研究院（1998）ISBN 978-2-85539-565-4.
- （英文）（越南文）（中文）黃文樓、耿慧玲主編. . 臺北: 新文豐出版公司（2002）ISBN 978-957-17-1958-0.
- （中文）徐松輯. . 北京: 中華書局（1997）ISBN 978-7-101-00189-1.
- （中文）李燾. . 北京: 中華書局（2004）ISBN 978-7-101-04434-8.
- （中文）脫脫等. . 北京: 中華書局（1995）ISBN 978-7-101-00323-9.
- （中文）滕甫. . 上海古籍出版社（1987）.
- （中文）司馬光. . 北京: 中華書局（1997）ISBN 978-7-101-00421-2.
- （中文）周去非. . 楊武泉校注. 北京: 中華書局（1999）ISBN 978-7-101-01665-9.
- （中文）陳重金（即陳仲金）. . 戴可來譯. 北京: 商務印書館（1992）ISBN 978-7-100-00454-1.
- （中文）越南社會科學委員會. . 北京大學東語系越南語教研室譯. 北京: 北京人民出版社（1977）.
- （中文）郭振鐸; 張笑梅. . 北京: 中國人民大學出版社. 2001年. ISBN 978-7-300-03402-7.
- （中文）雲南省錢幣研究會、廣西錢幣學會. . 北京: 中國金融出版社（1993）ISBN 978-7-5049-1118-6.
- （中文）喬治·馬司培羅. . 馮承鈞譯. 臺北: 臺灣商務印書館人人文庫. 1973年. OCLC 32499380.
- （中文）方國瑜. . 北京: 中華書局（1992）ISBN 978-7-101-00125-9.
- （中文）段玉明. . 昆明: 雲南民族出版社（2003）ISBN 978-7-5367-2480-8.
- （中文）徐善福、林明華. . 廣州: 廣東高等教育出版社（2011）ISBN 978-7-5361-4003-5.
- （中文）呂士朋. . 香港: 香港中文大學新亞研究所（1964）.
- （中文）伯希和等. . 馮承鈞譯. 臺北: 臺灣商務印書館（民國51年，1962）.
- （中文）G·賽代斯. . 蔡華、楊保筠譯. 北京: 商務印書館（2008）ISBN 978-7-100-05383-9.
- （中文）何勤華、李秀清主編. . 北京: 法律出版社（2002）ISBN 978-7-5036-3636-3.
- （中文）陶維英. . 鍾民岩譯. 北京: 商務印書館（1973）.
- （中文）杜繼文主編. . 南京: 江蘇人民出版社（2006）ISBN 978-7-214-04136-4.
- （中文）王曉平. . 天津: 天津人民出版社（2001年）ISBN 978-7-201-03840-7.
- （中文）龐希云主編. . 北京: 人民出版社（2011年）ISBN 978-7-01-009676-6.
- （中文）張伯偉主編. . 北京: 中華書局（2009）ISBN 978-7-101-06659-3.
- （中文）洪德青. . 臺北: 貓頭鷹出版社（2009）ISBN 978-986-6651-71-7.
- （中文）羅長山. . 昆明: 雲南人民出版社（2004）ISBN 978-7-222-04015-1.
- （中文）徐紹麗、利國、張訓常. . 北京: 社會科學文獻出版社（2009）ISBN 978-7-5097-0546-9.

### 網絡資源
- （中文）臺灣中央研究院數位文化中心兩千年中西曆轉換
- （中文）.   [2011-12-01]. （原始内容存档于2011-11-24）.
- （越南文）（中文）.   [2015-04-18]. （原始内容存档于2015-07-17）.
- （越南文）（中文）.   [2015-08-17]. （原始内容存档于2015-10-03）.
- （越南文）（中文）.   [2013-04-13]. （原始内容存档于2014-07-15）.
- （越南文）（中文）.   [2012-03-11]. （原始内容存档于2021-03-13）.
- （中文） (PDF).   [2012-12-23]. （原始内容存档 (PDF)于2017-10-23）.
- （英文）.   [2015-04-18]. （原始内容存档于2015-04-18）.